# Mega Drive
Mega Drive, también conocida como Genesis en diversos territorios de América, es una videoconsola de sobremesa de 16 bits desarrollada por Sega Enterprises, Ltd. Mega Drive fue la tercera consola de Sega y la sucesora de Master System. Compitió principalmente contra Super Nintendo Entertainment System como parte de las videoconsolas de cuarta generación. La primera versión fue lanzada en Japón en 1988, sucedida por el lanzamiento en Norteamérica bajo el renombramiento de Sega Genesis en 1989. En 1990, la consola fue distribuida como Mega Drive por Virgin Mastertronic en Europa, por Ozisoft en Australasia, y por Tec Toy en Brasil. En Corea del Sur, el sistema fue distribuido por Samsung y conocido como la Super Gam*Boy, y más tarde como Super Aladdin Boy.
Diseñada por un equipo de I+D supervisado por Hideki Sato y Masami Ishikawa, el hardware de Mega Drive fue adaptado de la placa arcade Sega System 16, centrado en un procesador Motorola 68000 como CPU primaria y un Zilog Z80 como segundo procesador. El sistema alberga un catálogo de más de 800 juegos oficiales creados entre Sega y una amplia gama de terceros, siendo publicados en formato de cartuchos. Además es capaz de reproducir juegos de Master System cuando se instala un periférico en la ranura de cartuchos que se vendía por separado. Mega Drive se benefició de diversos periféricos y servicios en línea, así como de múltiples variaciones de la consola hechas tanto por la propia Sega como por terceros con el fin de expandir sus funcionalidades.
A pesar de ser una consola bien recibida en América y Europa, en Japón a Mega Drive no le fue bien contra sus dos principales competidores, Super Famicom de Nintendo y PC Engine de NEC. Las adaptaciones de su biblioteca de juegos arcade, la popularidad de su exclusiva saga Sonic the Hedgehog, diversas franquicias populares de juegos de deportes, y una agresiva campaña de mercadotecnia para jóvenes contribuyeron a su éxito. El lanzamiento de Super Nintendo Entertainment System dos años después, dio lugar a una feroz batalla por hacerse con la mayor cuota de mercado en los Estados Unidos y Europa, la cual ha sido ocasionalmente denominada como la «guerra de consolas» por periodistas e historiadores. Conforme esta contienda fue incrementando la atención del público más generalista hacia la industria del videojuego, Mega Drive y varios de sus juegos de mayor categoría fueron objeto de un considerable escrutinio debido a ciertos asuntos que involucraban ingeniería inversa y violencia en los videojuegos. La controversia que rodeó a ciertos títulos violentos como Mortal Kombat hizo que Sega creara el Videogame Rating Council, un sistema estadounidense de clasificación de contenido de videojuegos anterior a la Entertainment Software Rating Board.
Sega vendió 30.75 millones de unidades de Mega Drive en todo el mundo sin contar las variantes del sistema licenciadas por empresas como Tec Toy, Majesco o AtGames entre otras. La consola y sus juegos continúan siendo populares entre los aficionados a los videojuegos y sus bandas sonoras, coleccionistas y entusiastas de la emulación. Hasta mediados de la década de 2010, relanzamientos de la consola licenciados por terceros como AtGames seguían vendiéndola en Norteamérica y Europa. Sega optó por prescindir de terceras empresas para distribuir las consolas dedicadas Sega Mega Drive Mini en 2019 y Sega Mega Drive Mini 2 en 2022 con la emulación de sus juegos integrados llevada a cabo por la empresa M2.
Muchos juegos han sido relanzados en recopilatorios para consolas más modernas y puestos a la venta digitalmente en diversos servicios en línea como la Consola Virtual de Nintendo, Xbox Live Arcade, PlayStation Network, y Steam.
Mega Drive fue sucedida por la videoconsola Sega Saturn en 1994.

## Historia

### Desarrollo
A principios de los ochenta, Sega Enterprises, Inc., entonces subsidiaria de Gulf & Western, era una de las cinco desarrolladoras de juegos arcade más exitosas en Estados Unidos, cuyas ganancias ascendían hasta los 214 millones de dólares. La recesión que sufrió el negocio de las máquinas arcade a partir de 1982 puso en serios problemas a la compañía, provocando que Gulf & Western vendiera sus sucursales norteamericanas de fabricación de arcades y las licencias de sus juegos a Bally Manufacturing. La compañía retuvo las operaciones de Sega Norteamérica en I+D así como las de su subsidiaria japonesa, Sega Japón. Con su negocio de los arcades en declive, los directivos de Gulf & Western nombraron presidente de Sega Japón a Hayao Nakayama para que aconsejara cómo proceder para salir de su estancamiento. Nakayama sostenía que, debido al nivel de profesionalidad que habían adquirido sus desarrolladores de hardware mediante la experiencia de haber trabajado durante años en la industria de los arcades, era el momento idóneo para centrarse en fabricar consolas de sobremesa en Japón, sistemas que, en aquel momento, aún estaban en su fase primigenia en la industria del videojuego.
Nakayama obtuvo su permiso para proceder con ese proyecto, llevando esto al lanzamiento de la primera videoconsola de Sega, SG-1000, en julio de 1983. A pesar de haber vendido 160 000 unidades en Japón, superando por mucho las previsiones de Sega, las ventas en los establecimientos las lideraba Famicom de Nintendo; la cual se había publicado su mismo día de lanzamiento. Sega estimaba que Famicom sobrepasó a SG-1000 en una proporción de 10 a 1. SG-1000 fue reemplazada por Sega Mark III al cabo de dos años. Mientras tanto, Gulf & Western comenzaron a desprenderse de sus negocios secundarios después de la muerte del fundador de la empresa Charles Bluhdorn, así que Nakayama y el anterior director ejecutivo de Sega, David Rosen, consiguieron adquirir la administración de la filial japonesa en 1984 con el apoyo financiero de CSK Corporation, una destacada compañía japonesa de software. Nakayama estaba, en aquel entonces, asentado como el director ejecutivo de la nueva compañía Sega Enterprises, Ltd.
En 1986, Sega rediseñó Mark III para su lanzamiento en Norteamérica como Sega Master System. A esto le siguió el lanzamiento europeo de la consola al año siguiente. Aunque Master System fue un éxito en Europa, y un tiempo después también en Brasil, no consiguió despertar un interés significativo ni en el mercado japonés ni en el estadounidense, los cuales, desde mediados de los ochenta, estaban dominados por Nintendo. Mientras que Sega continuaba teniendo dificultades en conquistar los hogares con sus consolas, el equipo de I+D en consolas de Sega, liderado por Masami Ishikawa y supervisado por Hideki Sato, comenzó a trabajar en la sucesora de Master System casi inmediatamente después de que esta última fuera lanzada.
En 1987, Sega se enfrentó a otra amenaza en el negocio de las consolas cuando la compañía japonesa de computadoras NEC publicó su PC Engine seguida de una gran campaña publicitaria. Para seguir siendo competitivos contra las dos compañías de consumo electrónico más asentadas, Ishikawa y su equipo decidieron que necesitaban incorporar un microprocesador de 16 bits en su nuevo sistema para conseguir impactar en el mercado y, una vez más, se recurrió al aspecto más competente de Sega, la industria de las máquinas recreativas, al adaptar la exitosa placa arcade Sega System 16 a una arquitectura apropiada para una consola de sobremesa. La decisión de usar un Motorola 68000 como la CPU principal del sistema fue tomada tarde durante su desarrollo, mientras que un Zilog Z80 fue utilizado como CPU secundaria para ocuparse del sonido ya que había un cierto temor a que la CPU principal tuviera demasiada carga al ocuparse tanto de los aspectos visuales como los sonoros.
El chip 68000 era caro y hubiera elevado el precio a la venta de la consola considerablemente pero Sega fue capaz de negociar con un distribuidor que pagarían por adelantado una décima parte de su precio a cambio de un gran pedido con la promesa de que harían más pedidos atendiendo al futuro éxito de la consola.
El aspecto de Mega Drive fue diseñado por un equipo liderado por Mitsushige Shiraiwa que tomó inspiración de equipos de música y automóviles. Shiraiwa decía que esa apariencia más adulta ayudó a Mega Drive a orientarse para todas las edades, no como Famicom que se orientaba principalmente a niños. Según Sato, el diseño japonés de Mega Drive se basó en la apariencia de un reproductor de audio, con «16-bit» grabado en una chapa metálica dorada para generar impresión de poder.
Se anunció por primera vez en junio de 1988 en Beep!, una revista japonesa de videojuegos, la consola fue nombrada provisionalmente durante su desarrollo como «Mark V», pero la administración de Sega sintió la necesidad de otorgarle un nombre más atractivo. Tras revisar más de 300 propuestas, la compañía se decidió por el nombre de «Mega Drive». En Norteamérica, el nombre de la consola fue cambiado a «Genesis». Rosen afirmó que insistió en ese nombre dado que no le gustaba «Mega Drive» y quería representar «un nuevo comienzo» para Sega. Sato decía que algunos elementos del diseño se cambiaron, como el texto dorado de «16-bit», por si acaso se confundía con amarillo. Creía que estos cambios representaban las diferencias culturales entre los consumidores japoneses y estadounidenses.

### Lanzamiento

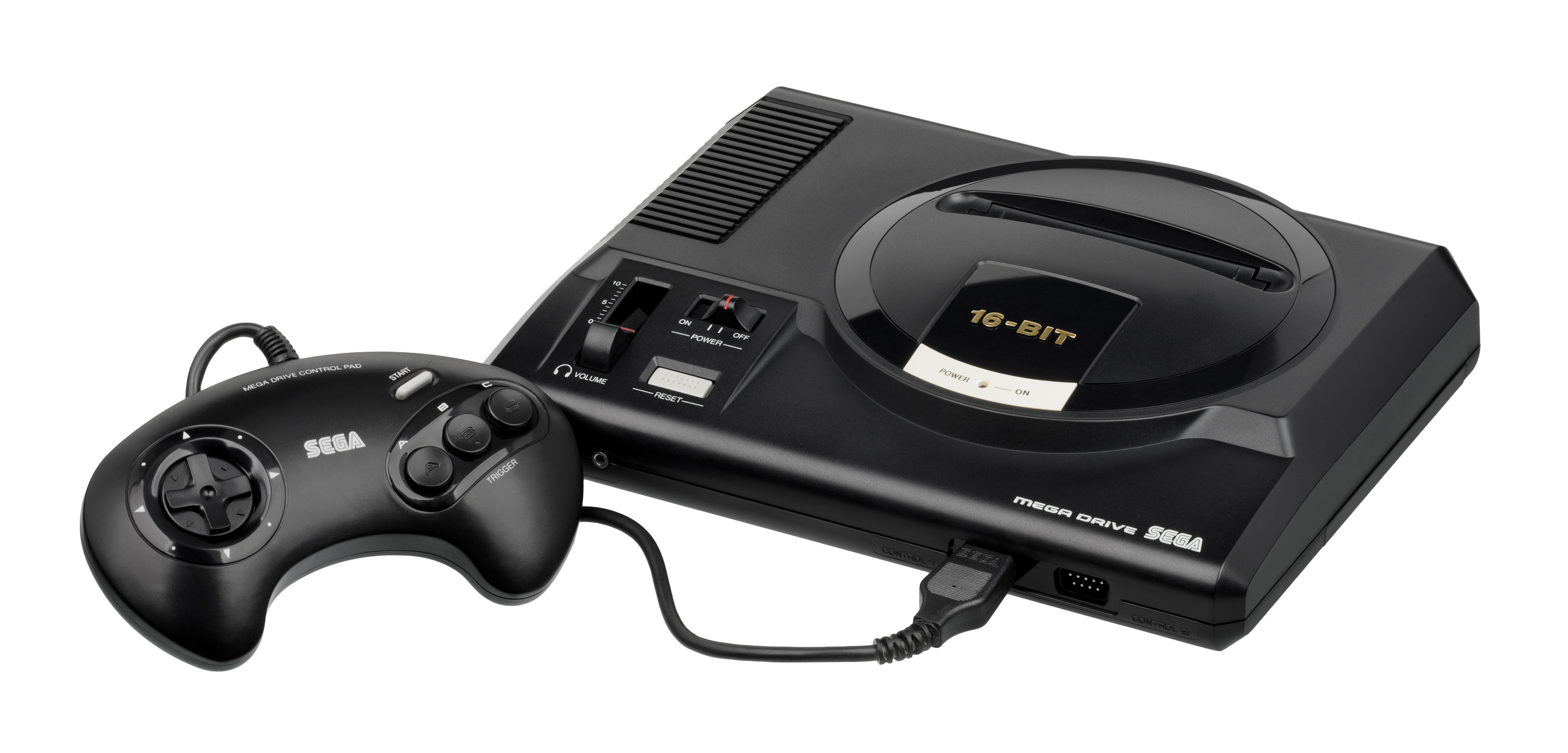
La versión PAL europea de Mega Drive se publicó en 1990, y un tiempo después acabaría por convertirse en la consola de cuarta generación más vendida en Europa.

Sega lanzó Mega Drive en Japón el 29 de octubre de 1988, aunque su publicación fue eclipsada por el lanzamiento del Super Mario Bros. 3 de Nintendo la semana anterior. Una buena cobertura de parte de revistas como Famitsu o Beep! ayudaron a establecer un seguimiento a la consola, pero Sega solo consiguió distribuir 400 000 unidades en su primer año. Con intención de incrementar las ventas, Sega publicó varios periféricos y juegos, incluyendo un sistema bancario en línea y un contestador automático conocido como el Sega Mega Anser. Sin embargo, Mega Drive no fue capaz de sobrepasar a Famicom y quedó en un distante tercer puesto en Japón tras Super Famicom y PC Engine de NEC a lo largo de la era de los 16 bits.
Sega fechó el lanzamiento del sistema para Norteamérica el 9 de enero de 1989. En aquella época, Sega no disponía de una organización que se encargara de las ventas y promoción del sistema, y estaba distribuyendo su Master System a través de Tonka. Insatisfechos con la gestión de Tonka, Sega buscó un nuevo afiliado para comercializar Genesis en Norteamérica y le ofertó los derechos a Atari Corporation, la cual no disponía aún de un sistema de 16 bits. David Rosen le hizo la propuesta al director ejecutivo de Atari, Jack Tramiel, y al presidente del departamento de entretenimiento electrónico de Atari, Michael Katz. Tramiel rechazó adquirir los derechos de la consola, considerándolos demasiado caros, y optó por centrarse en la Atari ST en su lugar. Así pues, Sega decidió lanzar la consola a través de su propia subsidiaria, Sega of America, la cual realizó un lanzamiento limitado el 14 de agosto de 1989, en la ciudad de Nueva York y en Los Ángeles. Sega Genesis fue comercializada en el resto de Norteamérica más tarde durante ese mismo año.
La versión europea fue publicada en septiembre de 1990. La distribución corrió a cargo de Virgin Mastertronic, la cual fue adquirida por Sega en 1991 convirtiéndose así en Sega of Europe. Juegos como Space Harrier II, Ghouls 'n Ghosts, Golden Axe, Super Thunder Blade y The Revenge of Shinobi estaban disponibles en las tiendas desde su lanzamiento inicial. La consola se empaquetó junto a Altered Beast. Mega Drive y su primer lote de juegos se mostraron en el European Computer Entertainment Show (ECES) de 1990 en Earl's Court. Entre julio y agosto de 1990, Virgin realizó inicialmente un pedido de 20 000 unidades de Mega Drive. Sin embargo, la compañía aumentó el pedido en 10 000 cuando las unidades anticipadas superaron todas las expectativas, y otras 10 000 unidades se sumaron tras el éxito de la consola en el ECES. El número previsto de unidades que se venderían entre septiembre y diciembre de 1990 había aumentado finalmente a 40 000 unidades sólo en el Reino Unido.
Otras compañías ayudaron a distribuir la consola en varios países del resto del mundo. Ozisoft se encargó del lanzamiento y la mercadotecnia de Mega Drive en Australia, tal y como había hecho anteriormente con Master System. En Brasil, Mega Drive fue publicada por Tectoy en 1990, tan solo un año después del lanzamiento brasileño de Master System. Tectoy produjo juegos exclusivamente para el mercado brasileño y llevó allí el servicio en línea Sega Meganet en 1995. Samsung se encargó de la venta y distribución en Corea, donde fue renombrada como «Super Gam*Boy» y conservó el logotipo de Mega Drive junto al nombre de Samsung. Más tarde, volvió a ser renombrada como «Super Aladdin Boy». En India, Sega llegó a un acuerdo de distribución con Shaw Wallace en la primavera de 1995 con el fin de eludir un arancel de importación del 80%, siendo cada unidad vendida a un precio de 18 000 rupias.
En Rusia, Sega licenció oficialmente la consola a un distribudor local llamado Forrus en 1994, el cual fue sustituido en 1996 por Bitman. Ese mismo año, el mercado de videoconsolas generó entre US$200 000 000 (equivalente a $399 912 645 en 2023) y US$250 000 000 (equivalente a $499 890 806 en 2023) en Rusia, con Sega reportando la mitad de las ventas de consolas en el país. En cambio, tan solo el 15% de las ventas se trataban de unidades oficiales por parte de Bitman, mientras que el resto eran clónicas falsificadas sin licencia.

### El mercado de América del Norte
Para el mercado norteamericano, el antiguo presidente de Atari Corporation Entertainment Electronics Division y por entonces director ejecutivo de Sega of America, Michael Katz, estableció un enfoque a dos bandas para impulsar las ventas. El primero se trataba de crear una campaña publicitaria para desafiar a Nintendo frontalmente y hacer un énfasis especial en la experiencia más cercana a los juegos arcade que ofrecía Genesis, con lemas como «Genesis does what Nintendon't» («Genesis hace lo que Nintendo no» en inglés). Dado que Nintendo ostentaba los derechos para consolas de la mayoría de juegos arcade de la época, el segundo plan de ataque sería crear una reconocible biblioteca de juegos que hicieran uso del nombre e imagen de deportistas y celebridades, tales como Pat Riley Basketball, Arnold Palmer Tournament Golf, James 'Buster' Douglas Knockout Boxing, Joe Montana Football, Tommy Lasorda Baseball, Mario Lemieux Hockey, y Michael Jackson's Moonwalker. No obstante, Sega tuvo muchas dificultades para sobreponerse a la gran presencia de Nintendo en los hogares estadounidenses. Bajo el cometido de vender un millón de unidades a lo largo de un año por parte de Nakayama, Katz y Sega of America consiguieron vender solo medio millón. Para el Consumer Electronics Show invernal celebrado en enero de 1990, Sega Genesis mostró una fuerte gama de juegos que tuvieron un gran recibimiento por su proximidad a la jugabilidad y aspecto gráfico de los títulos de los salones arcade, asimismo proviendo de otras experiencias alejadas de los géneros estandarizados en los salones recreativos como con Phantasy Star II.

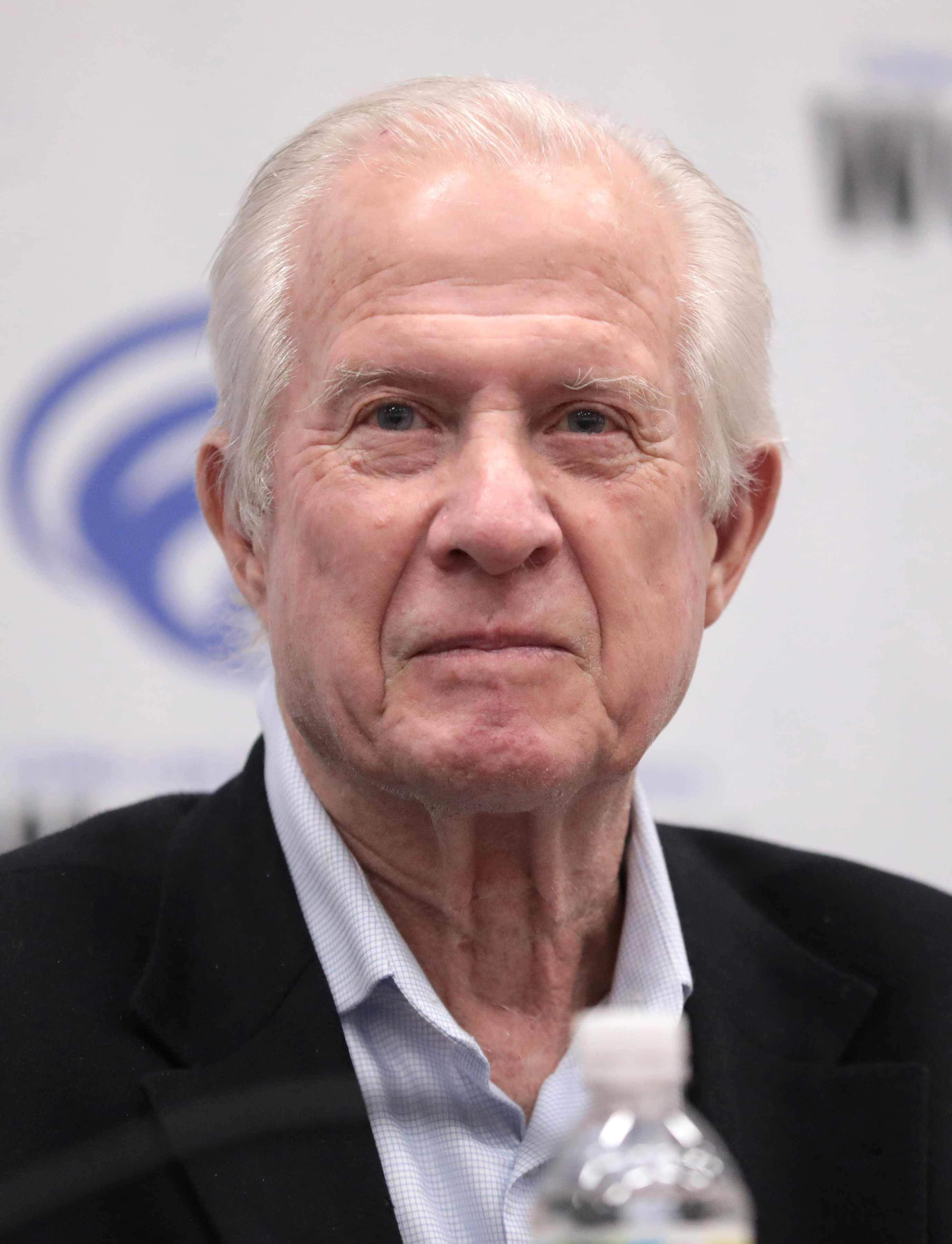
Tom Kalinske —fotografiado en 2023— fue presidente de Sega of America desde 1990 hasta 1996.

A mediados de 1990, Nakayama contrató a Tom Kalinske para reemplazar a Katz como director ejecutivo de Sega of America. Pese a que Kalinske conocía poco acerca del mercado de los videojuegos, se rodeó de asesores expertos en la industria e ideó una estrategia en cuatro partes: reducir el precio de la consola, formar un equipo estadounidense que desarrollara juegos más orientados al público local, crear campañas de publicidad más agresivas, y reemplazar el juego incluido con la consola Altered Beast por el nuevo Sonic the Hedgehog. La junta directiva japonesa se escandalizó ante su plan, pero las cuatro sugerencias fueron aprobadas por Nakayama, quien dijo volviéndose hacia Kalinske, «Le contraté para que tomara las decisiones necesarias para el mercado estadounidense, entonces debe seguir adelante y hacerlo.» La crítica ensalzó a Sonic como uno de los mejores juegos hechos hasta la fecha y las ventas de Genesis incrementaron ya que muchos potenciales compradores que esperaban la futura adaptación occidental de la nueva Super Famicom de Nintendo, Super Nintendo Entertainment System (SNES), optaron por hacerse con la consola de Sega en su lugar. SNES apareció en el mercado ante un competidor arraigado, mientras que la videoconsola Turbografx-16 —nombre que recibió PC Engine en EE. UU.— de NEC fracasó en su intento de atraer consumidores así que NEC pronto abandonó el mercado. En gran parte debido a la popularidad de Sonic the Hedgehog, Genesis vendió casi el doble que SNES en Estados Unidos durante la campaña navideña de 1991-92. Sega controlaba en torno al 65% del mercado de consolas de 16 bits en enero de 1992, la primera vez que Nintendo no era líder de mercado desde 1985.
Sega Genesis sobrepasó en ventas a Super Nintendo durante cuatro campañas navideñas consecutivas a causa de su ventaja de estar dos años antes en el mercado, con un precio más reducido, y un catálogo disponible más amplio que SNES a fecha de su salida. Por cada 10 juegos que tenía Sega en el mercado había uno para SNES, y a pesar de que SNES contaba en exclusiva con una adaptación de Final Fight, uno de los equipos internos de desarrollo de Sega creó Streets of Rage; que tenía fases más largas, enemigos más difíciles, y una banda sonora muy elogiada. ASCII Entertainment realizó un informe donde contabilizaba que había 250 juegos para Genesis frente a 75 de Super Nintendo a inicios de 1993, aunque el limitado espacio en establecimientos hacía que generalmente se ofertaran 100 de Genesis y 50 de Super Nintendo. En cambio, NES mantenía su liderazgo con 300 juegos y en torno a 100 expuestos para su compra.
La publicidad de Sega promovió la idea de que Genesis estaba más en la onda, y acuñó el término blast processing, haciendo referencia a un método de programación gráfico muy desconocido e inutilizado que sugería que las capacidades de procesamiento eran muy superiores a las de Super Nintendo. La publicidad influenció de tal manera que un equipo de Sony realizó un estudio de mercado con grupos focales y descubrió que los adolescentes no querían admitir ante su círculo social que en lugar de Genesis habían optado por Super Nintendo. Con Genesis a menudo superando en ventas a SNES en una tasa de 2:1, Nintendo y Sega se centraron fuertemente en influenciar la percepción de sus productos en el mercado llegando incluso al punto de hacer publicidad engañosa; Nintendo llegó a asegurar que había vendido más consolas en 1991 de las que había vendido realmente y pronosticó que venderían hasta seis millones de consolas a fines de 1992 cuando su base instalada de consolas en EE. UU. al término de acabar 1992 era tan solo de cuatro millones de unidades. A causa de estas tácticas, fue difícil comprobar cuál era la empresa líder en el mercado durante muchos años, con la participación en dólares de Nintendo en el mercado estadounidense de 16 bits cayendo del 60% a fines de 1992 al 37% a finales de 1993, Sega reclamando el 55% de todas las ventas del hardware de 16 bits durante 1994, y Donkey Kong Country impulsando a SNES a sobrepasar en ventas a Genesis desde 1995 hasta 1997. De acuerdo a un estudio de ventas realizado en 2004 por NPD Group, Genesis mantuvo su liderazgo sobre Super Nintendo en el mercado norteamericano de las consolas de 16 bits. Sin embargo, conforme a lo provisto en un informe de 2014 por Wedbush Securities basado en datos revisados de NPD, Super Nintendo superó a Sega Genesis en el mercado estadounidense por un margen de 1.5 millones de unidades.

### Relación con Electronic Arts
Para intentar competir contra Nintendo, Sega se mostró más flexible a aceptar distintos tipos de juegos aunque también ejerciendo un control estricto en el proceso de aprobación de los juegos desarrollados por terceros y cobrando un precio alto por la fabricación de los cartuchos. La compañía americana Electronic Arts (EA) pretendía obtener un mejor trato pero se encontró con la intransigencia de Sega. Así que decidieron aplicar ingeniería inversa tanto a Nintendo Entertainment System (NES) como a Sega Genesis, utilizando un método de «habitación limpia» similar al que Phoenix Technologies había usado para hacer retroingeniería al BIOS del IBM PC en torno a 1984. La consola de Sega tenía un procesador 68000 de 16 bits que era más apto para los objetivos de EA y cuando observaron que esta arquitectura no fue modificada prácticamente de la Mega Drive japonesa a su adaptación americana, decidieron continuar con su plan.

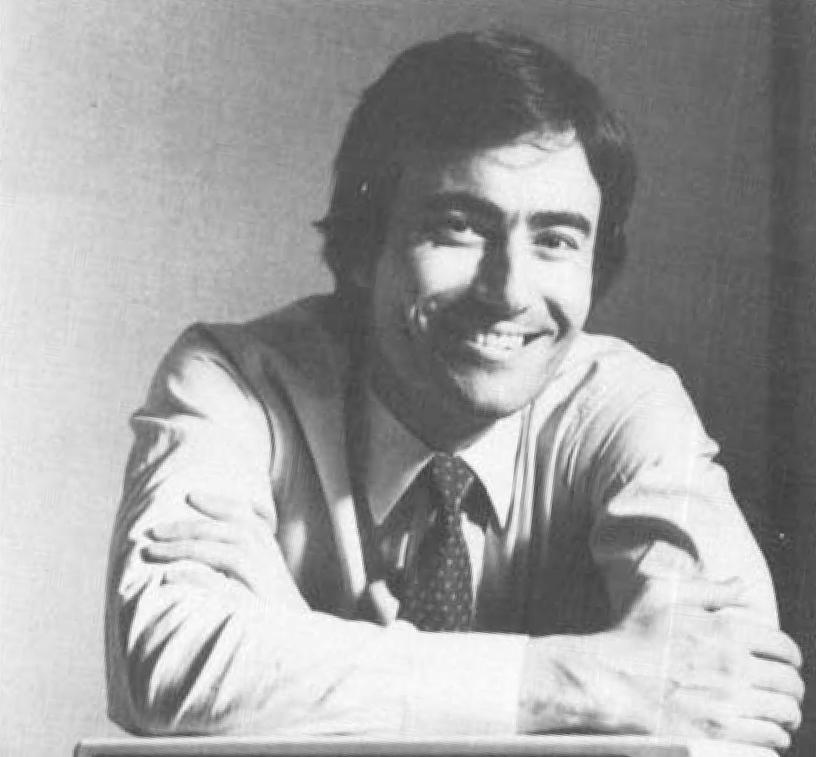
Trip Hawkins, fundador de la compañía Electronic Arts.

El proceso dio comienzo en 1989, liderado por Steve Hayes y Jim Nitchals. En la sede de EA, crearon una sala de operaciones apodada «Chernobyl» a la que solo se le permitía el acceso a una única persona, Mike Schwartz. Schwartz revisó los manuales y herramientas de desarrollo protegidos por derechos de autor de Sega, estudió el hardware y los juegos de la consola nipona, y escribió su propia documentación resumiendo sus hallazgos. El proceso le llevó en torno a un mes. Su trabajo fue supervisado por los abogados de EA antes de ser distribuido a Hayes y Nitchals para que verificaran su originalidad, para finalmente llevarlo al resto de desarrolladores de la empresa. Tras unos pocos meses, EA comenzó a desarrollar seriamente videojuegos compatibles con la consola de Sega. El fundador de EA, Trip Hawkins, le hizo frente a Nakayama el día anterior al Consumer Electronics Show (CES) de 1990, informándole de que en EA estaban dispuestos a iniciar su propio sistema de licencias en caso de que Sega se negase a cumplir con sus exigencias. Sega cedió y al día siguiente se exhibieron en el CES los próximos juegos de EA para la consola nipona.

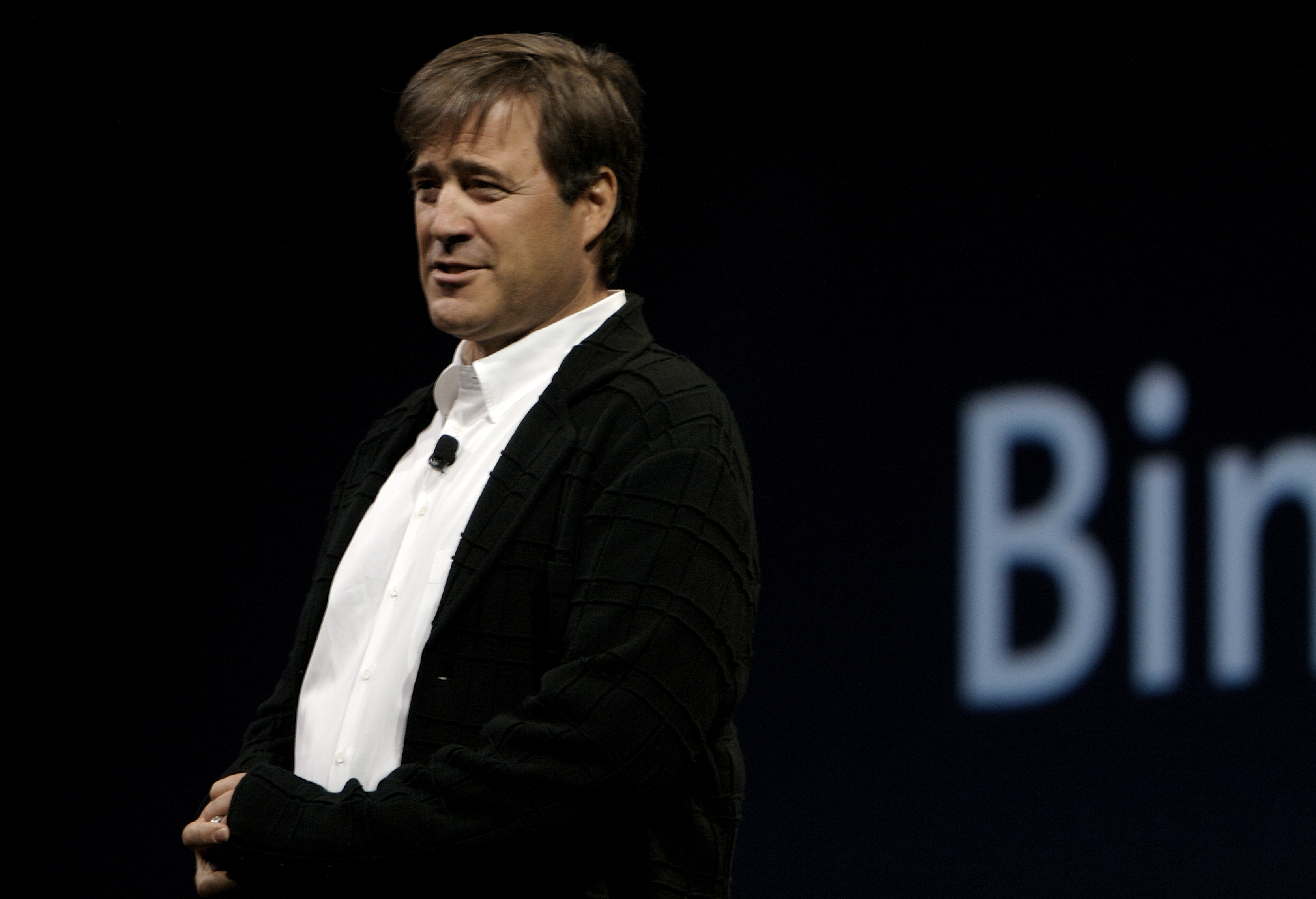
Bing Gordon era el director creativo de Electronic Arts en aquel entonces.

EA firmó lo que Hawkins describía «como un acuerdo de licencia inusual y mucho más justo» con Sega en junio de 1990: «Entre otras cosas, teníamos derecho a lanzar todos los juegos que quisiéramos. Podíamos autorizarlos nosotros mismos ... las tasas por derechos de autor eran mucho más razonables. También conseguimos tener un control más directo sobre la fabricación.» Una vez el trato se había establecido; el director creativo de EA, Bing Gordon, se enteró de que «no habíamos descubierto todas las soluciones» y «Sega todavía tenía la capacidad de dejarnos fuera... Simplemente habrían sido un fiasco de negociaciones.» EA lanzó sus primeros dos juegos de consola Populous y Budokan: The Martial Spirit, en el plazo de un mes. La primera versión para Genesis del juego de EA, John Madden Football, se publicó antes de acabar 1990; y se convirtió en lo que Gordon catalogó de ser un auténtico vendeconsolas. Aprovechándose de este acuerdo de licencia; Gordon y la vicepresidenta de marketing de EA, Nancy Fong, crearon un identificador visual para sus cartuchos exhibiendo una banda amarilla en la carcasa.
Desde la delegación europea de EA, pretendían replicar el éxito de juegos deportivos con un juego de fútbol que tan bien se estaban vendiendo en el continente europeo. Estando el cuartel general californiano de EA ajeno a esta realidad y siendo Europa un mercado menos lucrativo, la opinión extendida era que sería «un completo desastre». El presupuesto para desarrollar FIFA International Soccer apenas superaba los US$50 000 (equivalente a $105 460 en 2023) y tuvo que apresurarse a estar acabado para las Navidades de 1993-94, para no coincidir con el futuro World Cup USA '94 de U.S. Gold, dejando su ciclo de desarrollo en tan solo cinco meses. La sede europea de EA había previsto vender más de 300 000 unidades y casi duplicó esa cifra durante la campaña navideña. El juego también fue muy bien recibido por la prensa e hizo de su vista isométrica su seña de identidad.
Durante el año siguiente, el juego se adaptó a la mayoría de plataformas del mercado mientras que se inició el desarrollo en exclusiva de FIFA Soccer 95 para Mega Drive; arrancando así la serie deportiva más vendida de la historia de los videojuegos.

### Sonic the Hedgehog
Sega organizó un concurso interno para crear un personaje que sirviera de mascota de la compañía y compitiera contra Super Mario de Nintendo. La elección ganadora resultó ser un erizo azul con zapatos rojos, Sonic, creado por Naoto Ohshima, dando el pistoletazo de salida a una de las franquicias más comercialmente exitosas de la historia de los videojuegos. El sistema de juego en Sonic the Hedgehog se originó a partir de una demostración técnica creada por Yuji Naka, que había desarrollado un prototipo de juego de plataformas donde se manejaría un personaje veloz rodando en una bola a través de un largo tubo serpenteante. Este concepto se iría desarrollando junto al diseño de Ohshima y fases diseñadas por Hirokazu Yasuhara.
Aunque a Katz y otros expertos de Sega of America en ventas y publicidad no les agradó Sonic, seguros de que no tendría tirón entre el público infantil estadounidense; la estrategia de Kalinske de incluir a Sonic the Hedgehog con la compra de la consola dio sus frutos. Sonic the Hedgehog consiguió aumentar enormemente la popularidad de Genesis en Norteamérica, y se le acredita al paquete de la consola que incluía el juego de ayudar a Sega a ganar hasta el 65% de cuota de mercado contra Nintendo. De manera análoga, en Europa, Sega alcanzó una cuota del 65% del mercado europeo de consolas, donde Mega Drive mantuvo su liderazgo por encima de Super Nintendo a lo largo de 1994. Sonic the Hedgehog 2 batió la marca del videojuego más rápidamente vendido, llegando a vender 3.2 millones de copias a nivel mundial en dos semanas; asimismo Sonic the Hedgehog 3 y Sonic & Knuckles superaron conjuntamente los 4 millones de copias vendidas a lo largo del globo.

### Caso Sega contra Accolade
Tras el lanzamiento de la consola en suelo estadounidense en 1989, el editor Accolade comenzó a tantear posibilidades para portar sus juegos de PC a la consola de Sega. En aquel entonces, Sega tenía un acuerdo de licencia establecido para terceras compañías que incrementaba los costes a las desarrolladoras. Según el cofundador de Accolade, Alan Miller, «Había que pagarles entre 10 y 15 dólares por cartucho además de los costes de fabricación, por lo que el coste para el desarrollador independiente llegaba a ser el doble.» Para sortear los acuerdos de licencia, Accolade decidió buscar una vía alternativa para lanzar sus juegos en Genesis. Compraron una consola e imprimieron el código ejecutable de tres juegos para comparar qué partes se encontraban repetidas. Esas instrucciones se usaron para desactivar los sistemas de seguridad que prevenían la reproducción de juegos sin licencia y así publicar sus propios cartuchos. El resultado fue satisfactorio y Accolade puso a la venta Ishido: The Way of Stones en 1990. Accolade lo había conseguido al aplicar ingeniería inversa al código relativo a los derechos de autor que habían copiado múltiples veces de juegos licenciados.

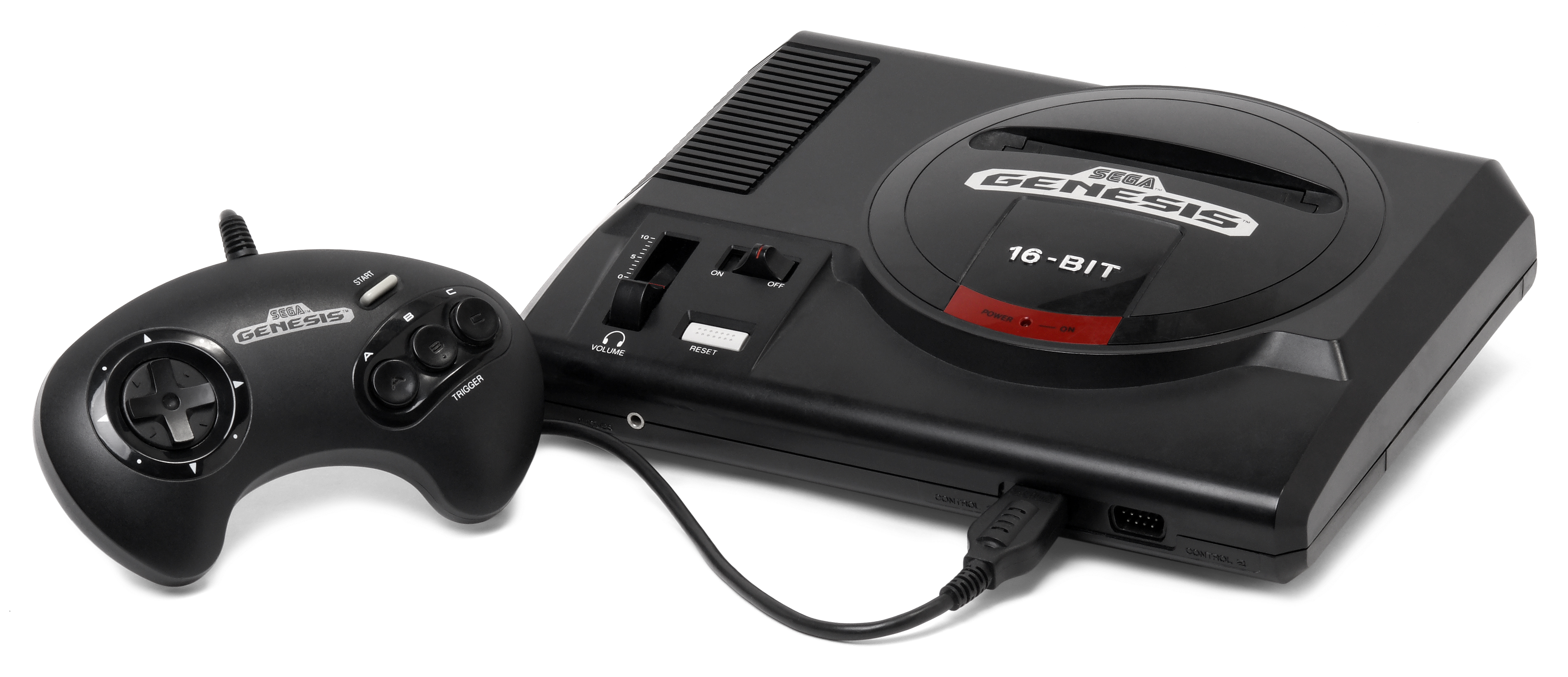
Una variante del modelo original de la norteamericana Genesis, conocida como Genesis III, fue el foco del litigio judicial entre Sega y Accolade al incorporar un sistema de seguridad llamado Trademark Security System (TMSS).

Para protegerse de la piratería y las editoras sin licencia, Sega incorporó un mecanismo de seguridad en una nueva edición de la consola levemente modificada en 1990 referida como Genesis III. Esta nueva variante incluía un código de inicialización conocido como Trademark Security System (TMSS), con el cual, si se inserta un cartucho, se comprueba que exista la cadena de caracteres «SEGA» en el lugar correcto de la memoria del cartucho. En tal caso, la consola ejecuta el juego mostrando antes el mensaje: «Produced by or under license from Sega Enterprises, Ltd.» («Producido por o bajo licencia de Sega Enterprises, Ltd.» en inglés). Este sistema tenía un doble efecto: añadía una protección adicional contra los desarrolladores sin licencia y forzaba que se mostrara el mensaje de marca registrada en pantalla al iniciar un juego, posibilitando una querella contra el contenido sin licencia por falsedad intencionada. Accolade se enteró de esto en el Consumer Electronics Show invernal de enero de 1991, donde Sega mostró cómo su nueva Genesis III era capaz de inhabilitar el arranque de Ishido. Con la intención de lanzar más juegos, Accolade identificó la parte del código que satisfacía las condiciones del TMSS. Así pues incluyó el archivo del TMSS a los juegos HardBall!, Star Control, Mike Ditka Power Football y Turrican.

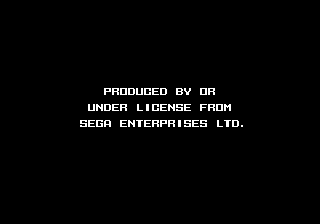
La imagen en pantalla del mensaje mostrado por el TMSS.

Ante esta nueva oleada de juegos sin licencia, Sega interpuso una demanda contra Accolade en la Corte de Distrito de los Estados Unidos para el Distrito Norte de California por infracción de marca registrada, competencia desleal y vulneración de los derechos de autor. En respuesta, Accolade presentó una contrademanda a Sega por falsificar la autoría de sus juegos al mostrar su marca registrada en el arranque. Aunque se dictó sentencia a favor de Sega y se emitió una orden judicial que le prohibía a Accolade continuar ejerciendo ingeniería inversa a la consola, Accolade recurrió la sentencia del caso a la Corte de Apelaciones de Estados Unidos para el Noveno Circuito.
Para el nuevo juez designado, la decompilación del software de Sega realizada por Accolade podía considerarse de uso legítimo. El dictamen escrito de la Corte constó el 20 de octubre de 1992 y señalaba que el uso del software no era abusivo aunque sí con fines comerciales. Además el tribunal determinó que la infracción de marca registrada, siendo un requerimiento del TMSS para que funcionen los juegos, había sido provocada involuntariamente por un acto de uso legítimo, recayendo la responsabilidad sobre Sega de que apareciera un mensaje falso. Finalmente, Sega y Accolade llegaron a un acuerdo el 30 de abril de 1993. Como parte de este acuerdo, Accolade se convirtió en un licenciatario oficial de Sega, desarrollando así y publicando más tarde el juego Barkley Shut Up and Jam! ya bajo licencia. Las condiciones contractuales para que Accolade se convirtiera en licenciataria, como algún tipo de descuento o trato especial, no se hicieron públicas. Ni tampoco así las condiciones económicas del pacto han sido reveladas, aunque ambas compañías acordaron pagar sus propios gastos judiciales.

### Audiencias del Senado sobre la violencia en los videojuegos

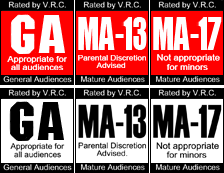
Los distintos tipos de clasificación de contenido del Videogame Rating Council creado por Sega.

En 1993, los medios de comunicación de EE. UU. comenzaron a centrar su atención en el contenido orientado a adultos presente en ciertos juegos. Títulos como Night Trap para Mega-CD, un períferico de la consola, fueron objeto de un escrutinio sin precedentes. Asuntos como el de Night Trap llegaron hasta el Reino Unido, con el anterior director de desarrollo de Sega of Europe, Mike Brogan, declarando que «Night Trap le dio a Sega un montón de publicidad ... siendo también citado en el parlamento británico por ser catalogado para "mayores de 15" debido al uso de actores reales». Todo esto llegó en una época que Sega pretendía adjudicarse una reputación de compañía provocadora y esto no hizo más que reforzar esa imagen. De largo el juego más polémico se trató de Mortal Kombat de la compañía Midway, adaptado a Mega Drive y Super Nintendo por Acclaim Entertainment. En respuesta a las protestas públicas en torno a la violencia gráfica del juego, Nintendo decidió sustituir la sangre en el juego por «sudor» y los remates sangrientos presentes en la versión arcade conocidos como fatalities por otros con una menor carga de violencia. Sega tomó un enfoque diferente, inaugurando el primer sistema de clasificación de contenidos por edades de EE. UU., el Videogame Rating Council (VRC), para todas sus plataformas en activo. La clasificación variaba desde juegos para todos los públicos (GA) a un contenido más orientado a adolescentes (MA-13) y, por último, solo para adultos (MA-17). Con su clasificación por edades implementada, Sega puso a la venta su versión de Mortal Kombat aparentemente con todos los efectos de sangre y sudor eliminados, y los golpes de gracia más atenuados incluso que en la versión de Super Nintendo. Sin embargo, toda la sangre y movimientos sin censurar presentes en la versión arcade podían activarse introduciendo un código. Esto permitió a Sega publicar el juego con una clasificación relativamente baja para mayores de trece años, MA-13. Por su parte, la versión más dulcificada para Super Nintendo se lanzó al mercado sin clasificación por edades.
La versión para Mega Drive de Mortal Kombat fue muy bien recibida por la prensa de videojuegos, así como por los consumidores, superando en ventas a la versión de Super Nintendo por una tasa de tres, o incluso cuatro, a uno, mientras que Nintendo recibió críticas por censurar la versión de su plataforma. El vicepresidente ejecutivo de Nintendo of America, Howard Lincoln, se apresuró a señalar en las audiencias que Night Trap no mostraba tal clasificación, dirigiéndose al senador Joe Lieberman:

Es más, no puedo quedarme aquí sentado y tragarme esa idiotez de que el Night Trap de Sega es un juego pensado solo para adultos. Y lo que lo demuestra es esta reproducción de la caja con la que se puso a la venta. No había la menor indicación de la clasificación por edades en la manera en que se presentó el juego cuando salió al mercado. Los niños pequeños podían comprarlo en un Toys "R" Us, y eso lo sabe él tan bien como yo. Cuando empezaron a recibir quejas sobre el juego fue cuando adoptaron el sistema de clasificación y lo pusieron en su embalaje.

El vicepresidente de Sega of America, Bill White, respondió enseñando una cinta en la que se mostraban videojuegos violentos para SNES y acentuó la importancia que Sega había dado en su autorregulación de contenido. Al acabar la primera vista del Senado, Lieberman convocó una segunda reunión para febrero de 1994 con el fin de evaluar el progreso que se habría dado en adoptar un sistema de clasificación por edades.
A consecuencia de estas audiencias del Congreso de EE. UU., las ventas de Night Trap se vieron impulsadas y se adaptó a otras plataformas como PC, 32X y 3DO. De acuerdo con el fundador de Digital Pictures, Tom Zito: «En fin, yo vendí 50 000 unidades del juego una semana después de todo aquello.» A pesar del incremento en ventas, Sega decidió retirar Night Trap del mercado para relanzarlo con revisiones en 1994 debido a lo acaecido en el Congreso. Tras el cierre de estas audiencias, los fabricantes de videojuegos comenzaron a trabajar en el sistema de clasificación por edades que Lieberman había solicitado. En un principio, Sega propuso que la industria adoptara su sistema pero ante la objeción de Nintendo y otras empresas, Sega tomó parte en formar uno nuevo. Así nació la Entertainment Software Rating Board (ESRB), una organización independiente que recibió elogios por parte de Lieberman. Con el nuevo sistema implementado para las Navidades de 1994-95, Nintendo optó por prescindir de sus antiguos términos de censura y la adaptación para SNES de Mortal Kombat II apareció al mercado sin censurar. En Europa, por su parte, la británica Entertainment and Leisure Software Publishers Association (ELSPA) comenzó a clasificar juegos de manera voluntaria ya que no era obligatorio salvo que estos presentaran contenido altamente sensible para el consumidor.

### La llegada de los 32 bits
Sega lanzó dos periféricos para ampliar las capacidades de Mega Drive: un aditamento basado en tecnología de lectura de disco compacto, Mega-CD (renombrado en Norteamérica y Brasil como Sega CD), y otro accesorio de arquitectura 32 bits llamado 32X. A nivel mundial Sega vendió 2.24 millones de unidades de Mega-CD y unas 800 000 unidades de 32X.
Tras el lanzamiento de las consolas de 32 bits de nueva generación Sony PlayStation y Sega Saturn, las ventas del hardware y software de 16 bits seguían ocupando el 64% del mercado de los videojuegos en 1995. Sega subestimó la aún estable popularidad de Mega Drive y no disponía del inventario suficiente para satisfacer la demanda. Sega tenía el 43% de la participación en dólares del mercado de videojuegos en Estados Unidos y aseguraba haber vendido más de dos millones de unidades de Genesis en 1995 al tiempo que juegos como Vectorman todavía tenían éxito, aunque Kalinske estimaba que «podíamos haber vendido otras 300 000 unidades de Genesis en la franja de Noviembre-Diciembre.» La decisión de Nakayama de centrarse en Saturn, basándose en el relativamente buen desempeño que estaba teniendo en Japón, ha sido citado como uno de los factores más importante en contribuir a este error de cálculo. Por contra, Nintendo se centró en el mercado doméstico de 16 bits, así como en su exitosa portátil Game Boy, haciéndose con el 42% de la participación en dólares del mercado de videojuegos sin siquiera lanzar una consola de 32 bits. Tras las tensiones generadas con la matriz japonesa Sega Enterprises, Ltd. en torno a su decisión de centralizarse en Saturn, Kalinske, quien había capitaneado el alza de Genesis en 1991, perdió el interés en el negocio y presentó su dimisión a mediados de 1996. Aunque, de acuerdo con su sucesor Shōichirō Irimajiri, su marcha no fue voluntaria. Tras analizar las cifras de Sega of America, se le habría encomendado una importante reestructuración de la compañía a realizar en el plazo de un año. Cuando acabó el plazo, al no haberse avanzado en este cometido, Irimajiri fue enviado a EE. UU. para asumir la presidencia.
Sega vendió 30.75 millones de unidades de Mega Drive a lo largo del mundo. De estos, 3.58 millones se vendieron en Japón, mientras que en Europa las ventas se estiman aproximadamente en torno a unos 8 millones y en EE. UU. entre 18–18.5 millones contabilizadas hasta junio de 1997 —momento en el que la consola se encontraba ya en cese de producción—.
| Año fiscal japonés (acaba el 31 de marzo)                                                                                       | Unidades distribuidas (en millones) | Unidades distribuidas (en millones) | Unidades distribuidas (en millones) |
| Año fiscal japonés (acaba el 31 de marzo)                                                                                       | Japón                               | EE. UU.                             | Europa                              |
| --- | ----------------------------------- | ----------------------------------- | ----------------------------------- |
| 1988-89 | 0.40                                | -                                   | -                                   |
| 1989-90 | 0.60                                | 0.40                                | -                                   |
| 1990-91 | 0.90                                | 0.90                                | 0.60                                |
| 1991-92 | 0.70                                | 1.70                                | 1.20                                |
| 1992-93 | 0.40                                | 3.80                                | 3.30                                |
| 1993-94 | 0.45                                | 5.05                                | 2.15                                |
| 1994-95 | 0.10                                | 3.81                                | 3.81                                |
| 1995-96 | 0.03                                | 2.05                                | 2.05                                |
| Total (hasta el 31-03-1996) | 3.58                                | 24.96                               | 24.96                               |
| Resumen de ventas de las variantes fabricadas por Sega en los principales mercados hasta el fin del año fiscal japonés de 1996. |                                     |                                     |                                     |

En 1998, Sega cedió la licencia de Genesis a Majesco Entertainment para relanzarla en América del Norte. Majesco comenzó por liquidar millones de cartuchos sin vender a un precio económico, junto con 150 000 unidades del segundo modelo de Genesis. Publicó su nueva versión Genesis 3, pronosticando vender hasta 1.5 millones de consolas al término de acabar el año 1998. La empresa brasileña Tectoy vendió 3 millones de sus variantes de Mega Drive, estimadas en 2012.

## Especificaciones técnicas

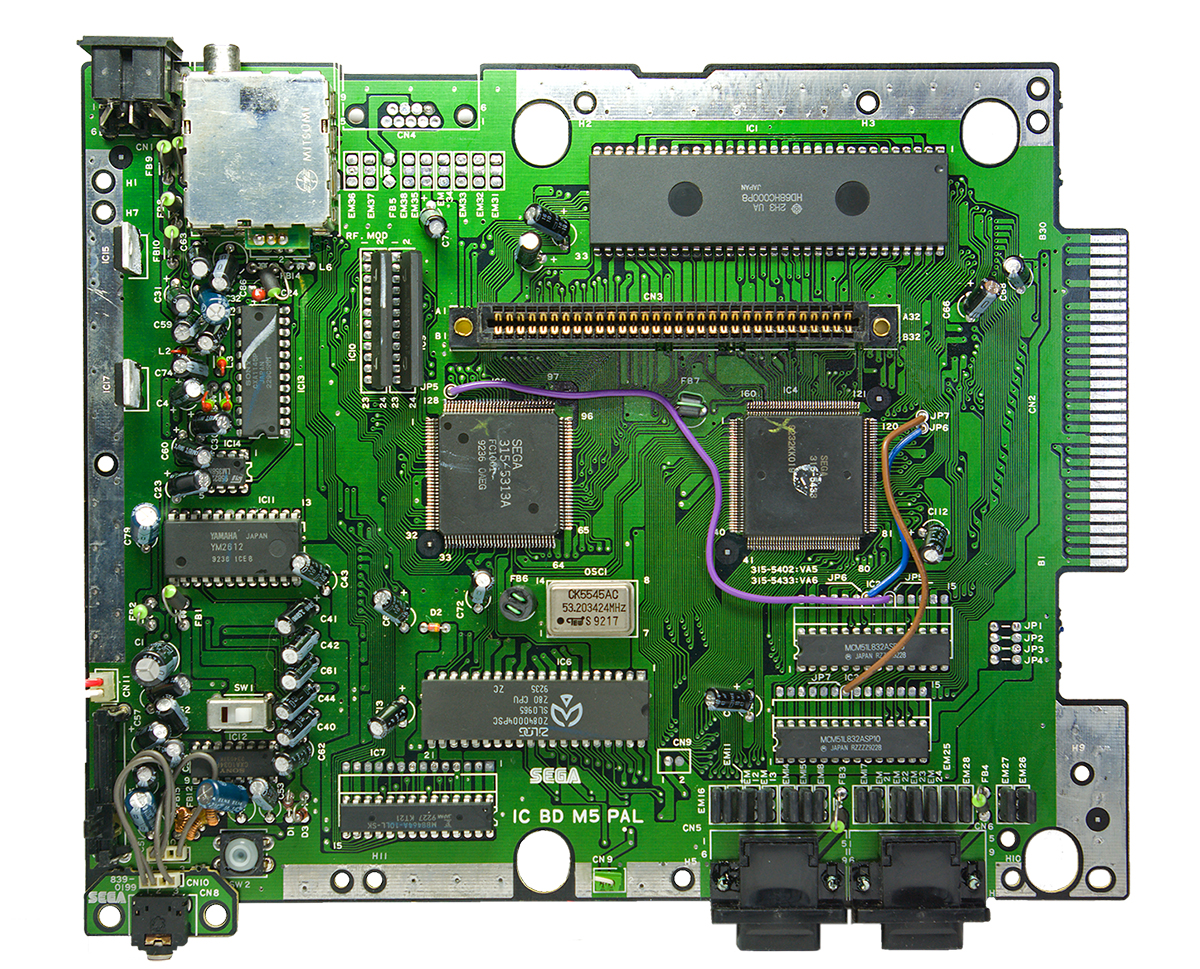
La placa base de la Mega Drive europea

El microprocesador principal es una CPU Motorola 68000 de 16/32 bits con una frecuencia de reloj de 7.6 MHz. Un procesador Zilog Z80 de 8 bits se encarga del hardware de sonido y ofrece retrocompatibilidad con Master System. Mega Drive dispone de 64 KB de RAM, 64 KB de VRAM y 8 KB de RAM de audio. Puede mostrar hasta 61 colores simultáneos de una paleta de 512. Los juegos se encuentran en formato de cartuchos ROM y se insertan en la parte superior.
La videoconsola produce sonido al usar un generador programable de sonido Texas Instruments SN76489, integrado con el procesador de visualización de vídeo (VDP), y un chip sintetizador FM Yamaha YM2612. El procesador Z80 se utiliza principalmente para controlar los dos chips de sonido para producir tanto la música en estéreo como los efectos de sonido. La mayoría de revisiones del primer modelo de la consola disponen del YM2612 y un VDP YM7101 por separado; en revisiones posteriores, los chips se integraron en un único ASIC (FC1004) personalizado.
La parte trasera del primer modelo proporciona un puerto de salida RF (diseñado para usarse con sistemas de cable y antena) y un puerto DIN especializado de 8 pines, que proporcionan tanto salida de video como de audio. Las dos salidas emiten sonido monofónico; un conector para auriculares en el frontal de la consola produce sonido en estéreo. En el segundo modelo; el puerto DIN, el puerto de salida RF, el conector para auriculares se sustituyeron por un puerto mini-DIN de 9 pines en la parte trasera para video compuesto, RGB y sonido estéreo, además del interruptor estándar RF. Las primeras consolas del primer modelo tienen un puerto de extensión de 9 pines. Una ranura de expansión en la parte inferior derecha sirve como conexión para un periférico.

### Periféricos
| Un controlador de tres botones | Un controlador de seis botones | Un Arcade Power Stick | Un Power Base Converter                      |
| Controlador de tres botones    | Controlador de seis botones    | Arcade Power Stick    | Power Base Converter (acoplado a la consola) |

El controlador estándar dispone de una cruceta redondeada y tres botones, además del botón «start». En 1993, Sega puso a la venta un controlador algo más pequeño con tres botones adicionales, a imagen y semejanza de la botonera de los juegos de lucha de las máquinas arcade como la de Street Fighter II. Sega también llegó a lanzar una revisión inalámbrica del controlador de seis botones, el Remote Arcade Pad.
El sistema es retrocompatible con Master System. El primer periférico para tal cometido es el llamado Mega Adaptor en Japón, Power Base Converter o Master System Converter en Europa; que permite que los juegos de Master System se ejecuten. Se diseñó para las revisiones del primer modelo de la consola y funciona también con las del segundo modelo; sin embargo, la carcasa bloquea los puertos de alimentación y de corriente alterna del segundo modelo provocando que el periférico deba tener su carcasa modificada o, en su defecto, requiera del uso de un adaptador de paso. Una segunda variante del periférico conocida como el Master System Converter II se publicó exclusivamente en Europa para utilizarse con Mega Drive II, el cual funciona en las consolas de otras regiones pero carece de entrada para los juegos de Master System en formato de tarjetas. Ninguna de las dos variantes del periférico funcionan con Nomad o Genesis 3.
Se crearon más complementos para añadir funcionalidades adicionales. La Menacer es una pistola de luz inalámbrica de infrarrojos utilizable por juegos compatibles. Otras pistolas de luz fueron creadas por licenciatarios como American Laser Games o Konami. Concebido para fines de arte digital, el Sega Mega Mouse presenta tres botones y es compatible con pocos juegos tales como Eye of the Beholder. Se puso a la venta un bate cubierto de espuma llamado BatterUP y el palo de golf TeeVGolf, compatibles tanto con la consola de Sega como con SNES.
En noviembre de 1993, Sega puso a la venta el Sega Activator; un dispositivo octagonal que se apoya sobre el suelo y fue diseñado para trasladar los movimientos físicos del jugador como instrucciones a la consola. Se presentó por primera vez en el Consumer Electronics Show (CES) de enero de 1993, donde se mostró su funcionamiento con Streets of Rage 2. Diversos juegos de prestigio, entre los que se incluían Mortal Kombat y Street Fighter II': Special Champion Edition, fueron adaptados para ser compatibles con el periférico. El dispositivo fue un fracaso comercial debido principalmente a su falta de precisión y a su alto precio. El editor de IGN, Craig Harris, catalogó al Sega Activator como el tercer peor controlador de la historia de los videojuegos.
Tanto EA como Sega publicaron multitaps que permitían jugar a más de dos personas a la vez. Al principio; la versión de EA, 4 Way Play, y el adaptador de Sega, el Team Player; solo ofrecían soporte para los juegos propios de sendas compañías. Como respuesta a las quejas que llegaron, Sega afirmó que se lanzaría un nuevo Team Player que fuera compatible con todo el catálogo. Juegos posteriores se diseñaron para que funcionaran tanto con el 4 Way Play como con el Team Player. Codemasters desarrolló también el sistema J-Cart, disponiendo de dos puertos adicionales en el propio cartucho del juego, aunque fue tardío y solo unos pocos juegos lo llegaron a utilizar al final de la vida útil de la consola. Sega planeó publicar un periférico con forma de volante en 1994, y hasta la adaptación de Virtua Racing para la plataforma fue publicitada con ser compatible con él, pero el periférico se canceló.

### Servicios en línea

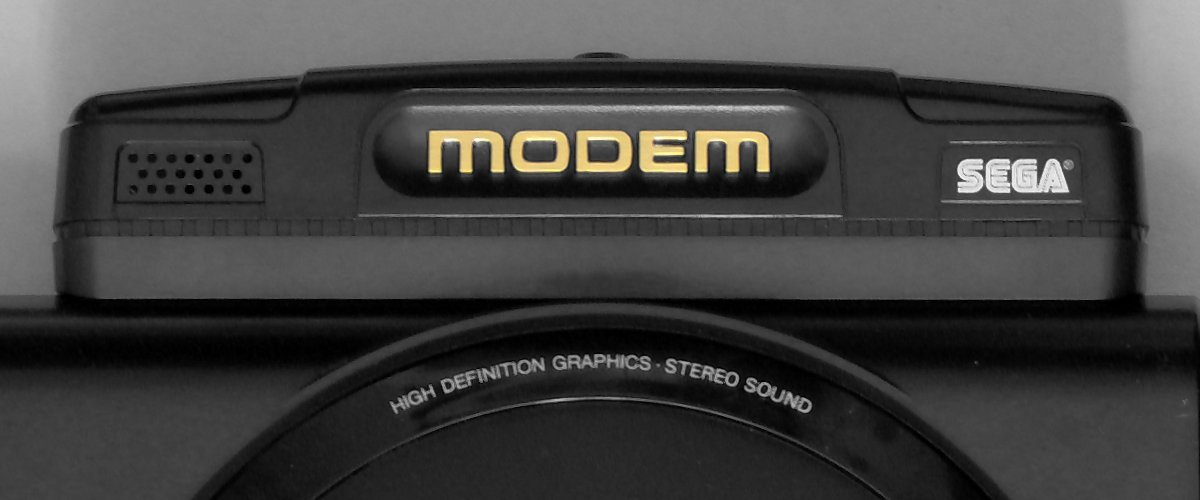
El Mega Modem, un periférico que permitía acceso al servicio Sega Meganet

En su primera incursión en los juegos en línea; Sega creó la Sega Meganet, que debutó en Japón el 3 de noviembre de 1990. Funcionando a través de un cartucho y periférico llamado Mega Modem, permitía a los jugadores de Mega Drive jugar a un total de diecisiete juegos en línea. Una contrapartida norteamericana, apodada «Tele-Genesis», se anunció en el Consumer Electronics Show (CES) invernal de enero de 1990 pero nunca vio la luz, aunque una variante llegó a operar en Brasil a partir de 1995. Otro periférico basado en un sistema de teléfonía, el Mega Anser, convertía a la Mega Drive japonesa en una terminal bancaria en línea.
En 1994, Sega inauguró el Sega Channel, un sistema de distribución de juegos a través de los servicios de televisión por cable de Time Warner Cable y TCI. Usando un periférico especial, los usuarios podían descargar un juego de un catálogo mensual compuesto de cincuenta títulos y demos de próximos lanzamientos. Los juegos se almacenaban en la memoria interna y se eliminaban cuando la consola se apagaba. El Sega Channel alcanzó los 250 000 suscriptores en su punto álgido y permaneció activo hasta el 31 de julio de 1998, fecha muy posterior al lanzamiento de Sega Saturn.
En un esfuerzo por competir con Sega; una tercera compañía llamada Catapult Entertainment creó XBAND, un periférico que permitía a los usuarios participar en juegos competitivos en línea. Utilizando servicios telefónicos para intercambiar datos, XBAND se ofertó inicialmente en cinco ciudades de EE. UU. en noviembre de 1994. Al año siguiente, el servicio se amplió para SNES y Catapult se asoció con Blockbuster Video para comercializar el servicio; pero, como el interés en el servicio disminuyó, cesó en abril de 1997.

## Catálogo de juegos

### Biblioteca oficial
Sega comenzó publicando secuelas de sus franquicias consagradas como Space Harrier II (1988), Super Thunder Blade (1988) o Alex Kidd and the Enchanted Castle (1989) y adaptaciones de sus juegos arcade como Altered Beast (1988) que fue incluido con la compra de la consola en América y Europa.
La compañía arrastraba un problema de acuerdos con los estudios independientes debido a su pobre cuota de mercado frente a Nintendo en Japón y EEUU. Las compañías que tuvieron complicaciones en adquirir una licencia de Nintendo eran susceptibles de ser reclutadas para la consola de Sega; de entre los primeros juegos desarrollados por terceros destacaban algunos como las sagas Thunder Force (1989-92) de Tecnosoft o Wonder Boy (1990-94) de Westone. Capcom, por su parte, cedió licencias de sus éxitos arcade para que fuera Sega la que se encargara de desarrollar la adaptación a su consola como con Ghouls 'n Ghosts (1989) o Strider (1990). La empresa Climax Entertainment se fundó con objeto de brindar juegos de rol del agrado de los occidentales así que lanzó Shining in the Darkness (1991) y LandStalkers (1992) para la plataforma.

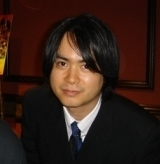
Yūzō Koshiro, compositor de la franquicia Streets of Rage y fundador de la compañía Ancient.

Sega inició un programa de creación de juegos propios en su departamento de desarrollo doméstico para poder nutrir el catálogo de la consola; entre los que se encuentran franquicias como Golden Axe (1989-93), Shinobi (1989-93), Streets of Rage (1991-94) o Phantasy Star (1989-93); mientras que el departamento americano Sega Technical Institute (STI) realizaba otros juegos como Kid Chameleon (1992). Sega of America también subcontrató estudios independientes para acelerar el proceso de publicación de juegos como hizo con la franquicia Ecco the Dolphin (1992-94) de Novotrade o los ToeJam & Earl (1991-1993) de Johnson Voorsanger.
Otro enfoque que tuvo Sega fue el de conseguir licencias para crear juegos en exclusiva de Disney como la saga Illusion (1990-92) —protagonizada por Mickey Mouse— o de Marvel como Spider-Man (1991) de Technopop. También ampararon el desarrollo en exclusiva de Michael Jackson's Moonwalker (1990) y licenciaron la imagen de Ayrton Senna para la última entrega de la serie Super Monaco GP (1990-92). 
Sega of America tenía el objetivo de conseguir juegos deportivos y promocionarlos con la imagen de deportistas famosos, destacando las contribuciones de EA con las franquicias Madden NFL (1990-1997), NHL (1991-97) o FIFA Soccer (1993-97), y otros con menor enfoque en el realismo se unirían como la saga NBA Jam (1993-96) de Midway.
Sega al no conseguir afianzar los derechos del juego Tetris (1989), adaptado por Sanritsu —quienes crearían más tarde una empresa conjunta con Sega llamada SIMS—, cancelaron su distribución y compraron los derechos de Columns (1990) a Hewlett-Packard. Sega además consiguió la exclusiva temporal de la franquicia Puyo Puyo (1992-94) de Compile, la cual se convirtió en uno de los mayores éxitos para Sega en territorio japonés.

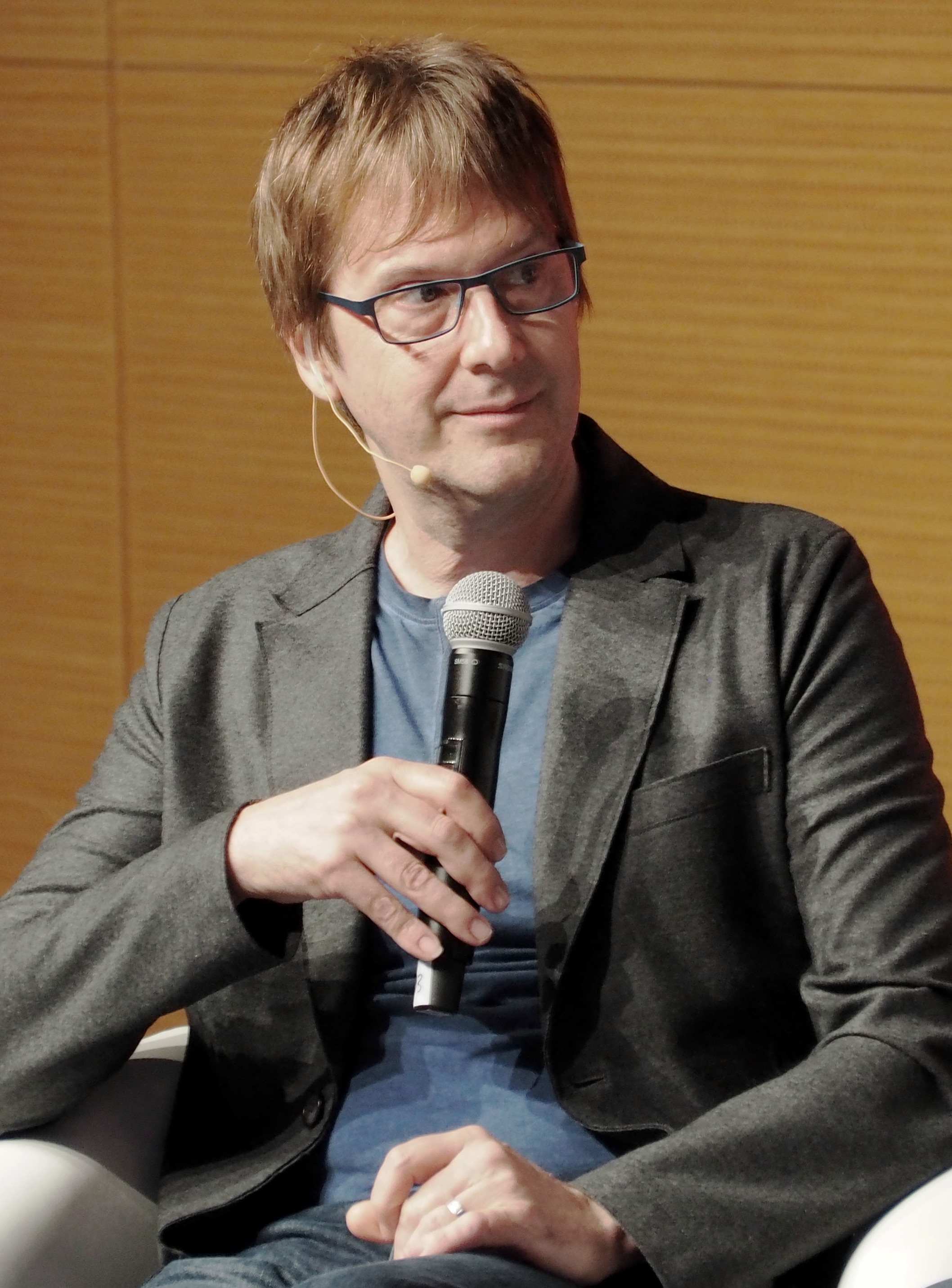
Mark Cerny, antiguo empleado de Atari, Inc., fundó el Sega Technical Institute en 1990.

El juego de Sonic the Hedgehog (1991) supuso un punto de inflexión en la trayectoria de la plataforma cuando se incluyó con la compra de la consola en Occidente, convirtiéndose así en el juego más ostentado del sistema al final de su vida comercial con más de 15 millones de unidades. Tras este éxito se puso en marcha la secuela desarrollándose conjuntamente por un equipo japonés y estadounidense en el STI. Sonic the Hedgehog 2 (1992) repitió hazaña llegando a contabilizar un total de más de seis millones de unidades vendidas. Tras esto, los equipos se separarían de manera que el americano quedó a cargo de los desarrollos de Sonic Spinball (1993) y Comix Zone (1995); mientras que el japonés se encargaría de los futuros Sonic the Hedgehog 3 (1994) y Sonic & Knuckles (1994). Con ideas descartadas para los juegos de Sonic the Hedgehog se diseñó un juego que pretendía ser un sucesor de la mascota de la compañía, lanzándose así Ristar (1995).
Sega, en comparación a su competencia y antes de la creación de la ESRB, se posicionaba como marca orientada a un público más adulto y siendo más laxa a publicar juegos de carácter más violento como la saga Splatterhouse (1992-93) de Namco, Eternal Champions (1993) de Sega InterActive o la versión sin censurar de Mortal Kombat (1993) de Midway, la cual se convirtió en la más vendida del mercado. Tras la implementación de la clasificación por edades las secuelas de Mortal Kombat no supusieron un aliciente adicional; sin embargo todavía se encontraba algún caso de contenido sin censurar para juegos multiplataforma en la consola de Sega como ocurrió con Earthworm Jim (1994) de Shiny Entertainment aunque esto también pudo deberse a que el sistema optimizaba mejor el espacio del cartucho ya que también existen otros juegos con mayor contenido que en la competencia como en Toy Story (1995) de Traveller's Tales —a quienes además se les externalizó el desarrollo de Sonic 3D Blast (1996)—.
Diversos juegos exclusivos basados en populares franquicias televisivas de la época fueron grandes éxitos comerciales como Jurassic Park (1993) de BlueSky, X-Men (1993) de Western Technologies, Mighty Morphin Power Rangers (1994) de Banpresto o, uno de los juegos más vendidos del sistema, Disney's Aladdin (1994) de Virgin.
Conforme Sega fue ganando mayor cuota de mercado, le permitió acercarse a las grandes firmas japonesas de videojuegos como Konami la cual acabó dando títulos exclusivos como Castlevania: Bloodlines (1993) o Contra: Hard Corps (1994); o Hudson que, tras la debacle de Turbografx-16 en América, otorgó títulos —aunque aún intermediando la codificación de sus juegos—  como Mega Bomberman (1994). Capcom también se unió al plantel de desarrolladoras y lanzó Street Fighter II': Special Champion Edition (1993), el cual superó el millón y medio de copias vendidas.
Un cofundador de Climax fundó Sonic! Software Planning para crear la saga de rol táctico Shining Force (1992-93).
Desde Sega eran conscientes de que necesitaban aportar más juegos de rol que fueran del agrado del público nipón; iniciativa que fue tan apoyada que hasta se planeó la localización al español de Soleil (1994) de Nextech, The Story of Thor (1994) de Ancient, Light Crusader (1995) de Treasure y Phantasy Star IV (1993) de Sega; aunque esta última tuvo que ser cancelada debido a los recortes que hizo Sega a causa del fiasco de Mega-CD.

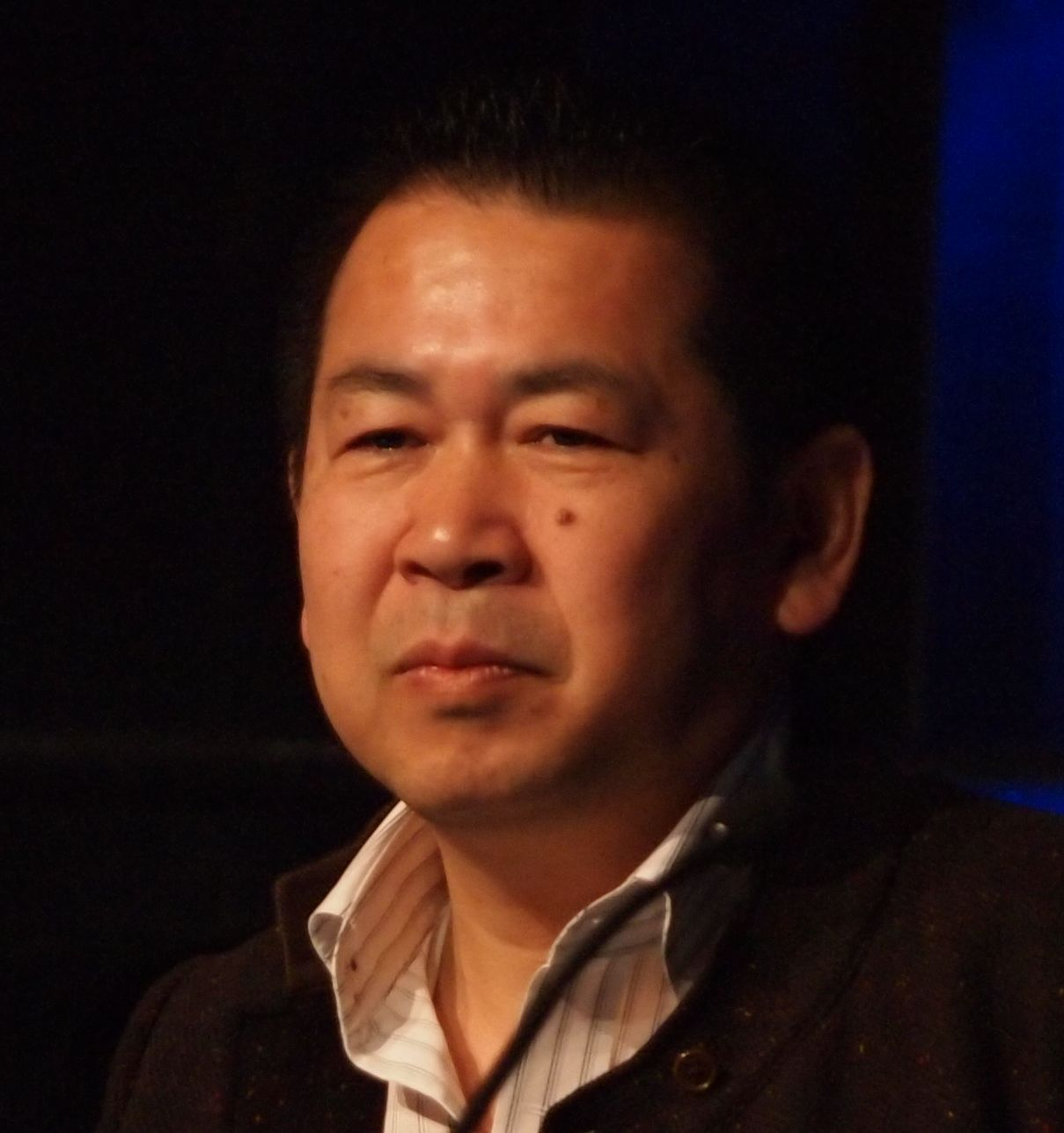
Yū Suzuki, era el líder del departamento de Sega AM2 y director de Virtua Racing.

Por su parte, la compañía Treasure se conformó como un importante socio para Sega al desarrollar juegos en exclusiva para la plataforma y demostrando ser de las más prolíficas en explotar las capacidades de su procesador como con Gunstar Heroes (1993), Dynamite Headdy (1994) y Alien Soldier (1995).
Sega desarrolló el Sega Virtua Processor (SVP), basado en un DSP de Samsung Electronics, un chip capaz de rotar y reescalar sprites. Virtua Racing (1994) es el único cartucho que lo incluyó siendo así capaz de correr a una tasa de fotogramas por segundo más alta y estable que los juegos poligonales de SNES. Esto hizo incrementar el precio del cartucho hasta los US$100 (equivalente a $205,57 en 2023). Se planeaba utilizar el SVP en dos juegos más: Virtua Fighter y Daytona USA, pero su desarrollo se trasladó al catálogo de salida de Sega Saturn. Sega pensó en vender el chip SVP como un módulo por separado para mejorar el rendimiento de la consola, pero se canceló en favor del más potente 32X.
Uno de los últimos juegos exitosos antes del cese de producción de la consola fue  Vectorman (1995) de BlueSky superando el medio millón de copias durante la campaña navideña de 1995-96 en EEUU. En 1997, Sega of America afirmaba que tenía una tasa de 16 juegos vendidos por consola, el doble que Super Nintendo. La plataforma acabó su etapa comercial con más de 800 juegos licenciados contabilizando los juegos de todas las regiones y sin duplicidades.

### Tras el cese de producción
En 2006, la empresa norteamericana Super Fighter Team publicó Beggar Prince, un juego de 1996 originario de Taiwán, traducido al inglés. Fue lanzado a nivel mundial y se trata del primer juego comercial para Genesis en América del Norte desde 1998. Super Fighter Team continuaría publicando dos juegos más para la plataforma; a saber, Legend of Wukong y Star Odyssey. 
En diciembre de 2010, la compañía estadounidense WaterMelon lanzó Pier Solar and the Great Architects, el primer juego de rol a la venta desde 1996 desarrollado específicamente para la consola y fue el mayor juego de 16 bits jamás producido para la consola hasta el momento contando con hasta 64 Mb (aproximadamente 8 Megabytes). Pier Solar es el único juego de cartucho que puede ayudarse de Mega-CD, de manera opcional, para reproducir una banda sonora y efectos de sonido mejorados por un disco compacto. En 2013, un programador independiente, inspirado por la película de Disney Wreck-It Ralph, adaptó el juego Fix-It Felix Jr. para el sistema.
Otros juegos financiados vía micromecenazgo han sido publicados a lo largo de los años venideros como Tanglewood en 2018 o Xeno Crisis en 2019. En 2020; Paprium, un juego de los creadores de Pier Solar, WaterMelon; vio la luz tras estar cerca de una década en desarrollo.
En 2019 con motivo del lanzamiento de la consola dedicada oficial, Sega Mega Drive Mini, se incluyeron en la lista de juegos dos nuevos títulos exclusivos: una versión de Darius desarrollada por Hideki Konishi «Hidecade» y terminada por la empresa M2 —la cual tendría una edición física en 2021— y una nueva versión del Tetris de Sega adaptada esta vez por M2, desechando la original de Sanritsu.
Para el lanzamiento en 2022 de Sega Mega Drive Mini 2 fueron incluidos numerosos juegos exclusivos que incluyen a las nuevas adaptaciones de los juegos arcade Super Locomotive, Spatter y Fantasy Zone; los anteriormente cancelados Star Mobile y Devi & Pii; los nuevos juegos de preguntas y respuestas exclusivos de la edición japonesa Party Quiz Sega Q y Party Quiz Mega Q 2022; una adaptación de Puyo Puyo SUN recortada al modo duelo y rebautizada como VS Puyo Puyo Sun; y nuevas versiones de Space Harrier II y Space Harrier reprogramadas a modo de situación contrafactual en la cual la arquitectura de Mega Drive hubiera sido capaz de realizar rotaciones y reescalado de sprites ultrasuaves.
Ancient, la otrora desarrolladora para la consola, publicará un nuevo videojuego, Earthion, para el sistema en 2026.

## Aditamentos

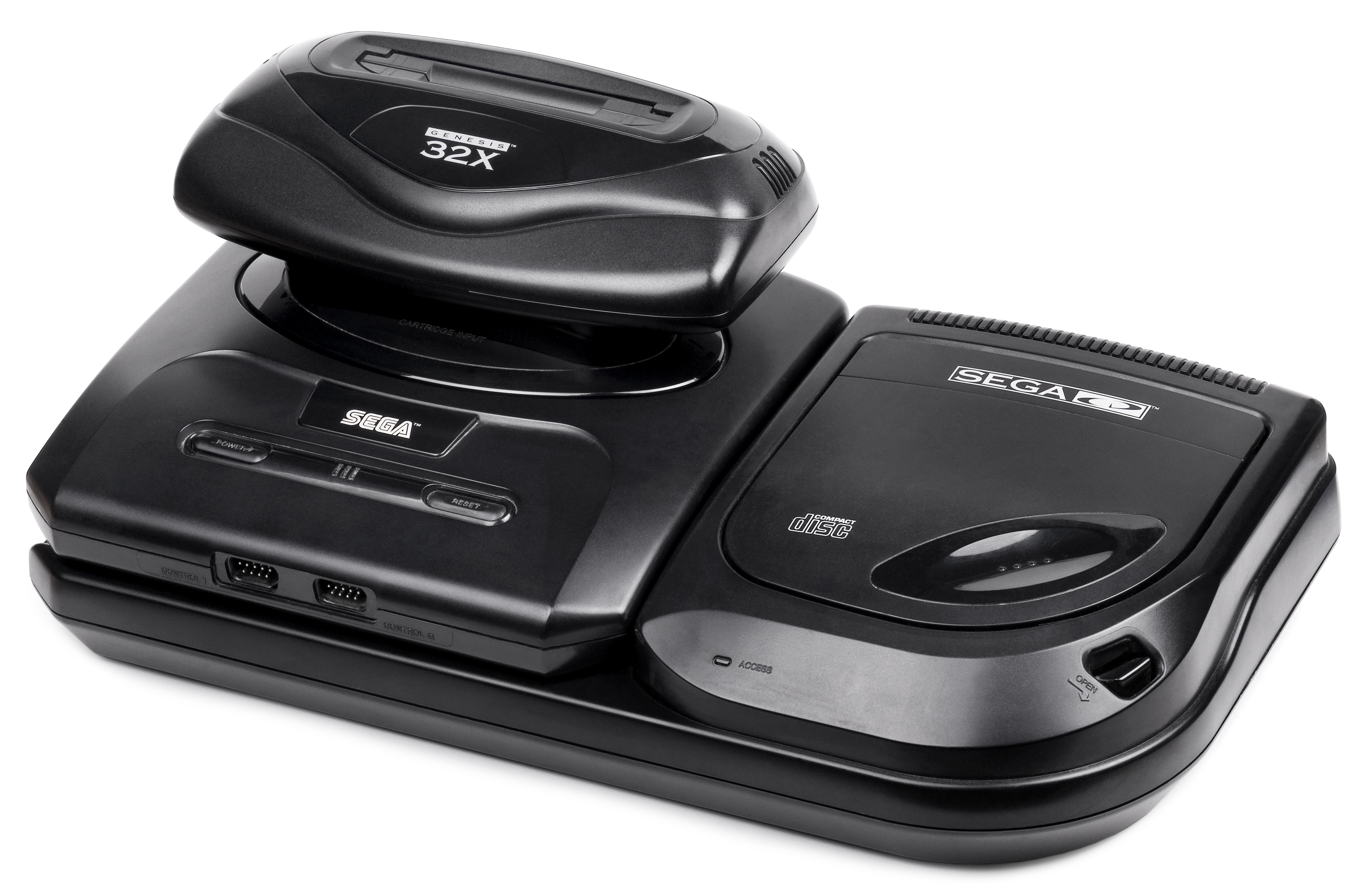
El segundo modelo americano, Genesis, con los aditamentos Sega CD 2 y 32X acoplados

Mega Drive contó con dos importantes accesorios que funcionan en conjunción con la consola y amplían las capacidades de la misma.
El primero fue Mega-CD (renombrado en Norteamérica como Sega CD); un periférico basado en tecnología de lectura de disco compacto, que se anexa a la videoconsola, capaz de ejecutar su propio catálogo de juegos en formato CD-ROM. El segundo fue Sega 32X, un periférico de arquitectura 32 bits que utiliza cartuchos de memoria de solo lectura y se mantiene como un intermediario entre estos y la propia consola. Sega, incluso, llegó a poner en producción una regleta personalizada para abarcar todos los adaptadores de corriente necesarios en EE. UU. Ambos periféricos cesaron su producción en 1996.

### Mega-CD
Hacia 1991 los discos compactos habían ganado mucho terreno como dispositivos de almacenamiento para música y software. Las compañías de videojuegos y PC habían empezado a hacer uso de esta tecnología. NEC fue la primera empresa en incluir tecnología de lectura de disco compacto en una videoconsola al lanzar el aditamento CD-ROM² System para su consola PC Engine —llamado TurboGrafx-CD en Norteamérica— y Nintendo estaba planeando su propio periférico basado en tecnología de CD. Avistando la posibilidad de adelantarse y ganar ventaja sobre la competencia, Sega se alió con JVC para desarrollar un aditamento similar para Mega Drive. Sega puso a la venta Mega-CD en Japón el 1 de diciembre de 1991, a un precio inicial de JP¥49 800. El periférico se lanzó en América del Norte el 15 de octubre de 1992, como Sega CD, a un precio de US$299; mientras que en Europa se publicó como Mega-CD en 1993. Además de expandir enormemente el tamaño de sus juegos, este periférico mejoraba las capacidades gráficas y sonoras al añadir un segundo y más potente procesador, más memoria del sistema, y rotaciones y reescalados facilitados por el hardware que eran similares a los vistos en los juegos arcade de Sega. Dispone de una RAM de almacenamiento energizada por una batería para permitir que guarde puntuaciones, datos de configuración y el progreso del juego.
Poco después de lanzarse en Norteamérica, Sega comenzó a comercializarlo con el juego Sewer Shark incluido, una película interactiva desarrollada con técnicas de full motion video (FMV) por Digital Pictures, una compañía que se convertiría en un importante socio para Sega. Al promocionar los beneficios del mucho mayor espacio de almacenamientos de los CD, Sega y terceras desarrolladoras produjeron un gran número de juegos para el complemento que incluyen videos digitalizados incrustados en su jugabilidad o como contenido adicional, además de relanzar diversos juegos basados en sus equivalentes de cartucho pero con pistas de audio de alta fidelidad. En 1993, Sega publicó Mega-CD II, una versión más pequeña y ligera del accesorio diseñada para ser compatible con Mega Drive II, a un precio más reducido comparada con la original. Un número limitado de juegos se desarrollaron para usar los aditamentos Mega-CD y 32X al mismo tiempo.
Mega-CD vendió tan solo 100 000 unidades durante su primer año en Japón, cifra muy por debajo de las previsiones. Aunque muchos consumidores culparon a su alto precio de salida, también adoleció de una oferta de software muy discreta; tan solo dos juegos estaban disponibles el día de su lanzamiento. Esto se debió en parte al gran retraso que tuvo la disponibilidad del kit de desarrollo antes de ser entregado a los desarrolladores de terceras empresas. Las ventas fueron superiores en América del Norte y Europa, aunque la novedad de los juegos FMV y adaptaciones mejoradas en CD se esfumó enseguida ya que muchos de los juegos lanzados posteriormente recibieron críticas más tibias o incluso negativas. En 1995, Sega anunció que pasaría a centrarse en su nueva consola, Sega Saturn, y dejó de publicitar el aditamento. Mega-CD llegó a vender unas 2.24 millones de unidades a nivel mundial.

### 32X
Con el lanzamiento de Saturn previsto para 1995, Sega comenzó a desarrollar un recurso provisional para ocupar la brecha que separaba Mega Drive de Saturn y, a su vez, sirviera como una opción más barata de entrar en la era de los 32 bits. En el Consumer Electronics Show invernal de enero de 1994, el jefe de investigación y desarrollo de Sega of America, Joe Miller, recibió una llamada de Nakayama, en la que Nakayama destacó la importancia de tener una respuesta rápida ante Atari Jaguar. Una idea llegó de un antiguo concepto de Sega Enterprises, referida por el anterior productor de Sega of America, Michael Latham, como «Genesis 2», la cual pretendía ser una nueva consola. El concepto se planeó inicialmente como una nueva versión de Mega Drive, con una paleta de colores mejorada y un menor coste que Saturn, además de capacidades limitadas de gráficos tridimensionales gracias a la integración de ideas provenidas del desarrollo del chip Sega Virtua Processor. Miller sugirió una vía alternativa, poniendo de manifiesto los posibles problemas de lanzar una consola nueva sin especificaciones de diseño previas en un plazo de seis a nueve meses. Ante la sugerencia de Miller y su equipo, Sega la diseñó como un periférico para Mega Drive bajo el nombre de 32X, aumentando su potencia con dos procesadores de 32 bits SuperH-2. El SH-2 se había desarrollado en 1993 como una alianza empresarial entre Sega y la compañía japonesa de electrónica Hitachi. Al final del Consumer Electronics Show, con las bases del diseño de 32X establecidas, Sega Enterprises invitó a Sega of America a participar en el desarrollo del nuevo aditamento.
Pese a que la versión final era más potente de lo que originalmente se propuso, no era compatible con los juegos de Saturn. Antes de que se pudiera lanzar 32X, la fecha de lanzamiento de Saturn se fijó para noviembre de 1994 en Japón, coincidiendo con la fecha tentativa de 32X para Norteamérica. Sega of America ahora tenía el reto de intentar comercializar el periférico mientras se daba el lanzamiento de Saturn en Japón simultáneamente. Su respuesta fue tildar a 32X como un «dispositivo de transición» entre Mega Drive y Saturn. Meses antes del lanzamiento, Nakayama afirmó que tenían intención de publicar Saturn en Japón y posponer su lanzamiento indefinidamente en América, dejando vía libre a 32X en EE. UU.; compitiendo así con diferentes sistemas en cada territorio. Esta estrategia se vio finalmente alterada, ostensiblemente por el anunció que hizo Sony de lanzar PlayStation en EE. UU. Sega se justificó reafirmando que ambas plataformas funcionarían al mismo tiempo y que 32X estaría orientado a los jugadores que no pudieran permitirse comprar la más costosa unidad de Saturn.
32X fue lanzado en noviembre de 1994, a tiempo para la campaña navideña. La demanda entre los minoristas era alta y Sega no pudo proveer todos los pedidos del sistema. Se realizaron más de 1 000 000 de pedidos de unidades 32X, pero Sega sólo consiguió enviar 600 000 unidades en enero de 1995. Con un precio de lanzamiento estadounidense similar al de Genesis, el precio de 32X era menos de la mitad de lo que Saturn costaría en su lanzamiento. Pese a posicionar la consola como una entrada asequible a los videojuegos de 32 bits, Sega tuvo dificultades en convencer a las desarrolladoras para crear juegos para este nuevo sistema. Tras la primera tirada del periférico, pronto las noticias de que estaba próximo el lanzamiento de Saturn se extendieron entre el público, la cual no sería compatible con los juegos de 32X. Saturn salió al mercado el 11 de mayo de 1995, cuatro meses antes de la fecha originalmente prevista del 2 de septiembre de 1995. Saturn, a su vez, hizo que los desarrolladores se alejaran aún más de la plataforma y generó dudas en torno al catálogo de 32X, incluso con las garantías de Sega de que habría una gran cantidad de juegos para el sistema. A principios de 1996, Sega admitió que había prometido demasiado con 32X y decidió dejar de producir el sistema para centrarse en Saturn. El precio de 32X se rebajó a US$99 y finalmente se liquidó a US$19,95.

## Variantes
Se han llegado a publicar más de una docena de variantes licenciadas de Mega Drive/Genesis. Además de los modelos fabricados por Sega, otros modelos fueron licenciados a otras compañías como Majesco Entertainment, AtGames, JVC, Pioneer Corporation, Amstrad y Aiwa. También se llegaron a crear clónicas durante la vida útil de la consola.

### Modelos propios
| Mega Drive 2                        | Multi-Mega |
| Mega Drive (segundo modelo japonés) | Multi-Mega |
| Genesis Nomad                       | TeraDrive  |
| Genesis Nomad                       | TeraDrive  |

En 1993, Sega presentó una versión más pequeña y ligera de la consola, conocida como Mega Drive II en Japón, Europa, y Australia y vendida como Genesis —sin la palabra «Sega» delante— en Norteamérica. Esta versión prescinde de la entrada para auriculares, reemplaza el conector de salida A/V por uno más pequeño que admite sonido estéreo; y dispone de una placa base más simple, menos costosa y de menor consumo.
Sega puso a la venta una unidad semiportátil de la consola combinada con Mega-CD/Sega CD conocida como Multi-Mega en Europa y Genesis CDX en América del Norte. Esta unidad se lanzó a un precio de US$399,95 en EE. UU.; que eran aproximadamente US$100 más caros que adquirir Genesis y Sega CD por separado, ya que Sega CD se había rebajado hasta los US$229 hacía medio año. Genesis CDX fue empaquetada junto a Sonic CD, Sega Classics Arcade Collection y la versión para Sega CD de Ecco the Dolphin. Además incluye una pequeña pantalla LCD que, cuando se utilizaba para reproducir CDs de audio, mostraba la pista que se estaba reproduciendo. Dada esta característica y la constitución liviana del sistema (pesaba menos de un kilogramo), Sega lo comercializó en parte como un reproductor de CD portátil.
En los últimos compases de la era de los 16 bits, Sega lanzó una versión portátil de Genesis llamada Genesis Nomad. Su diseño se basó en el de Mega Jet, una unidad portátil de Mega Drive ofrecida por aerolíneas de Japón. Siendo la única sucesora de Game Gear, Nomad necesita hasta seis pilas AA y dispone de una pantalla LCD de 3.25 pulgadas (8.25 mm). Nomad es compatible con el catálogo entero de la consola (a excepción de un juego que requiere en un momento determinado del uso del botón reset, el cual no existe en Nomad) pero no puede utilizar Sega CD, 32X o el Power Base Converter.

Exclusivamente en el mercado japonés se lanzó TeraDrive, una unidad combinada de Mega Drive con un compatible IBM PC. Sega también produjo tres placas arcade basadas en la arquitectura de Mega Drive: System C-2, MegaTech y MegaPlay, que ofrecían hasta 80 juegos conjuntamente.

### Modelos de licenciatarios
| Wondermega                 | Wondermega 2            | Amstrad Mega PC     |
| Wondermega (modelo de JVC) | Wondermega 2            | Amstrad Mega PC     |
| Majesco's Genesis 3        | AtGames's Sega Firecore | Pioneer LaserActive |
| Genesis 3                  | Firecore                | LaserActive         |

En colaboración con Sega Enterprises, JVC publicó Wondermega el 1 de abril de 1992 en Japón. Este sistema se rediseñó después por la propia JVC y se lanzó como X'Eye en América del Norte en septiembre de 1994. Diseñado por JVC para ser una combinación de Mega Drive y Mega-CD de alta calidad de audio, el elevado coste de Wondermega —$500 de lanzamiento en EE. UU.— la alejó del consumidor medio. Lo mismo aplicó a Pioneer LaserActive, que requería una expansión, desarrollada por Sega, para poder reproducir juegos de Mega Drive, Mega-CD y Mega-LD —un nuevo tipo de formato basado en laserdisc—. Aunque LaserActive fue posicionada como competencia directa de 3DO Interactive Multiplayer, el precio combinado del sistema más la expansión compatible con Mega-LD era totalmente prohibitivo para el jugador medio. Aiwa puso a la venta CSD-GM1, una combinación de Mega Drive y Mega-CD incorporada en un radiocasete. Diversas compañías lanzaron una combinación de Mega Drive y computadora, replicando el diseño del TeraDrive de Sega; como ocurrió con los modelos de MSX AX-330 y AX-990, distribuidos en Kuwait y Yemen, así como la Amstrad Mega PC, distribuida en Europa y Australia.
Tras el cese de producción de Genesis, Majesco Entertainment publicó Genesis 3, una versión económica de la misma en 1998. Esta versión es incluso más pequeña comparada con modelos anteriores, pero solo es capaz de ejecutar los cartuchos convencionales sin compatibilidad con Sega CD ni 32X. Algo similar ocurrió en Portugal cuando la distribuidora de Sega en el país, Ecofilmes, obtuvo una licencia para vender Mega Game II. Esta versión era más parecida al segundo modelo de Sega, destacando la inclusión de controladores de seis botones y un interruptor para alternar la compatibilidad entre las regiones de los cartuchos, lo que permite a esta versión jugar a todos los juegos sin la necesidad de ningún dispositivo o modificación que omita el bloqueo de región.
Algunas compañías publicaron varios recopilatorios en forma de dispositivos «plug and play», parecidos al controlador de la consola, como los que Radica Games puso a la venta entre 2004 y 2005.
El 5 de diciembre de 2007, Tectoy lanzó una versión portátil de Mega Drive con veinte juegos integrados. Otra versión llamada «Mega Drive 4 Guitar Idol» que incluía dos controladores de seis botones y otro con forma de guitarra con cinco botones sobre el mástil. La consola venía con 87 juegos integrados, incluyendo algunos de Electronic Arts originarios de dispositivos móviles. En 2016, Tectoy anunció que había desarrollado un nuevo modelo de la consola que era casi idéntica a la original y además incorporaba una ranura para cartuchos y un lector de tarjetas SD, la cual fue lanzada en junio de 2017.
En 2009, la compañía AtGames produjo un modelo con el sobrenombre de Firecore. Dispone de una ranura para cartuchos y dos controladores de seis botones similares a los originales de Sega. La consola tiene 15 juegos integrados y es de libre región, esto es, los cartuchos de cualquier región se ejecutarán sin problema. AtGames también llegó a producir una versión portátil de la consola con 20 juegos precargados. Ambas máquinas fueron distribuidas en Europa por la empresa Blaze Europe. AtGames produjo distintos modelos de la consola, siendo el último Sega Mega Drive/Genesis Flashback lanzado en 2017.

### Relanzamientos y emulación
Se han producido diversos emuladores entre los que se encuentran GenEM, KGen, Genecyst, VGen, Gens, y Kega Fusion. La suscripción al servicio de juegos en línea GameTap incluía un emulador y ofrecía docenas de juegos en su catálogo. La suscripción al servicio de juegos Console Classix incluye un emulador con cientos de juegos de la consola en su haber.
También se han lanzado recopilatorios de los juegos del sistema para otras consolas. Algunos de ellos son Sonic Mega Collection y Sonic Gems Collection para PS2, Xbox y GameCube; Sega Genesis Collection para PS2 y PSP (conocido como Sega Mega Drive Collection en territorios PAL); y Sonic's Ultimate Genesis Collection (Sega Mega Drive Ultimate Collection en territorios PAL) para PlayStation 3 y Xbox 360.
Durante su discurso de apertura en la Game Developers Conference de 2006, el presidente de Nintendo Satoru Iwata anunció que Sega pondría a disposición una serie de juegos de Mega Drive/Genesis para su descarga en la Consola Virtual de Wii. Ciertos juegos están disponibles para jugar en Xbox 360 a través de Xbox Live Arcade así como juegos disponibles a través de PlayStation Network y Steam. Los juegos publicados para esta última plataforma se reconvertirían en el recopilatorio SEGA Mega Drive and Genesis Classics; también lanzado para PlayStation 4, Xbox One y Nintendo Switch. Posteriormente también se añadieron juegos al paquete de expansión del servicio de suscripción Nintendo Switch Online.

### Consolas Mini
Tras publicarse la última iteración de AtGames, Sega anunció el 14 de abril de 2018 que publicaría una consola dedicada oficial: Mega Drive/Genesis Mini. Sega prescindió de los servicios de AtGames y retrasó su salida para contar con los de M2. La consola en miniatura incluye 42 juegos integrados con diferencias en la selección de juegos en sus distintas ediciones regionales y una función de puntos de guardado. El compositor de la serie Streets of Rage, Yūzō Koshiro, se ocupó de la música del menú. La consola vio la luz el 19 de septiembre de 2019 aunque en Europa sufrió un retraso lanzándose el 4 de octubre de 2019.
Sega anunció una segunda consola en miniatura el 3 de junio de 2022, basada estéticamente en el segundo modelo de Mega Drive, que incluye hasta 60 juegos precargados —siendo algunos de ellos de Mega-CD—. Mega Drive/Genesis Mini 2 finalmente fue publicada el 27 de octubre de 2022, con Koshiro volviéndose a ocupar de la música del menú.

## Recepción
En el momento de su lanzamiento, la consola recibió críticas positivas. Andy Storer, de New Computer Express, elogió la responsividad de sus controles y sus gráficos así como afirmó que la plataforma la habían traído «directamente del futuro». De manera similar Electronic Gaming Monthly (EGM), en una vista previa de la consola de 1989, alabó el hardware del sistema pero cuestionó la capacidad de Sega para brindar soporte a la consola dadas las dificultades que tenía con Master System. New Computer Express la catalogó en 1990 de ser «la [consola] que hay que tener», calificándola con 5 de 5 estrellas y prediciendo que la consola lideraría el mercado. Ese mismo año EGM elogió lo bien que los juegos aprovechaban el hardware de la consola pero expresó su preocupación por el bajo ritmo de nuevos lanzamientos, con cuatro críticos calificando la consola con 9, 8, 8 y 10 sobre 10. También ese año, en su lanzamiento europeo, Micromanía afirmaba que la sensación era de estar jugando con «una poderosa máquina recreativa»; además de poner en valor su retrocompatibilidad, su buena resolución en pantalla y sus múltiples canales musicales en estéreo.
En una reseña de 1995 sobre la plataforma, Game Players señaló que su rivalidad con Super Nintendo se decantaba por el género de sus títulos: Genesis ofrecía mejores juegos de deportes y Super Nintendo mejores juegos de rol. Pusieron de manifiesto que el hardware de Genesis estaba quedándose obsoleto y el flujo de nuevos títulos se estaba agotando, recomendando a los consumidores comprar una consola de nueva generación o una Genesis Nomad; aunque también aconsejando a quienes ya poseían una Genesis que no se deshicieran de ella. Hobby Consolas comentaba a finales del año 1995 que Mega Drive tenía como ventajas el precio de sus juegos y su capacidad de ampliarse a través de sus aditamentos; pero, en contra, ya no era prioridad para Sega y se estaban empezando a echar en falta «más títulos rompedores». En una reseña de fin de año de 1997, un equipo de cinco editores de EGM le otorgaron a Genesis puntuaciones de 4.5, 5.0, 4.0, 4.5 y 7.5; siendo para cada uno de los cinco editores la puntuación más baja que dieron a cualquiera de las cinco consolas analizadas en ese número de la revista. Si bien su principal foco de crítica fue la falta de futuros lanzamientos y su hardware anticuado, también coincidían en que Genesis era claramente inferior a Super Nintendo en términos de capacidades gráficas, chip de sonido y catálogo de juegos. John Ricciardi, en particular, consideró que Genesis estaba sobrevalorada llegando a decir que había encontrado consistentemente mayor divertimento tanto en Super Nintendo como en TurboGrafx-16; mientras que Dan Hsu y Crispin Boyer la recomendaron basándose en su selección de títulos clásicos y la gran relación calidad-precio del paquete de seis juegos incluidos con la consola que Sega ofrecía en ese momento.

## Legado
Mega Drive ha sido considerada con frecuencia como una de las mejores consolas de videojuegos. En 2009, IGN la catalogó como la quinta mejor consola; destacando su superioridad en juegos deportivos y una mejor versión doméstica de Mortal Kombat así como elogiando «lo que algunos consideran el mejor controlador jamás creado: el de seis botones». En 2007, GameTrailers la clasificó como la sexta mejor consola de todos los tiempos en su lista de las diez mejores consolas que «dejaron huella en la historia de los videojuegos»; destacando su excelente controlador y juegos, además de recordar los «días de gloria» de Sonic the Hedgehog. En enero de 2008, el columnista dedicado a tecnología, Don Reisinger, proclamó que la plataforma «creó la mejor guerra de consolas de la industria hasta la fecha»; poniendo en alza a Sonic the Hedgehog, sus superiores juegos deportivos y su retrocompatibilidad con Sega Master System. En 2008, GamingExcellence la ubicó en el sexto lugar de las diez mejores consolas, declarando que «uno puede verdaderamente apreciar el hito que Genesis fue para los videojuegos». En torno al mismo tiempo, GameDaily la colocó en noveno lugar por sus juegos memorables.
En 2014, Jeremy Parish de USgamer escribió: «Si la generación de Atari introdujo a los videojuegos como una moda pasajera de los años setenta... y la generación de NES los estableció como una obsesión duradera para los jóvenes, la Genesis de Sega comenzó a empujar al medio hacia algo semejante a su forma contemporánea»; explicando que el sistema sirvió como «la incubadora clave para las franquicias deportivas modernas»; además hizo a las «consolas verdaderamente internacionales» al ofrecer a desarrolladoras occidentales, antes en desventaja por las políticas restrictivas de licencias de Nintendo, una alternativa más rentable; también creó «un servicio de suscripción en línea» a través del Sega Channel que anticipó a «PlayStation Plus con más de 15 años de antelación», y asimismo «jugó un papel esencial en asegurar la vitalidad y futuro de la industria al romper el cuasimonopolio de Nintendo en EE.UU. y en despertar el interés del Reino Unido a los méritos de jugar frente a un televisor».
Por su parte, Kalinske destacó el papel de Sega al desarrollar juegos para un público más adulto e introducir «el concepto de "fecha de estreno"» con el lanzamiento simultáneo de Sonic the Hedgehog 2 en Norteamérica y Europa. 
John Sczepaniak de Retro Gamer señaló que «fue un sistema donde el atractivo no nacía solo del hardware y sus juegos; sino también de las revistas, las discusiones en el patio de la escuela, el ambiente y las campañas de la época». La campaña de mercadotecnia de Sega of America para Genesis fue ampliamente imitada, influyendo en el marketing de la siguiente generación de consolas.